# あはれ!名作くん
『あはれ！名作くん』（あわれ!めいさくくん）は、Pie in the sky制作による日本のアニメ作品。通称「名作くん」。

## 概要
2012年度から4年間放送されていた『秘密結社鷹の爪シリーズ』の後継として『かよえ!チュー学』のスタッフ陣により製作された。
キャラクターの声優については『かよえ!チュー学』同様、主に松竹芸能所属のお笑い芸人や『かよえ!チュー学』では参加しなかった本業声優も務めており、同じ声優が2回もしくは3回にわたって出演することが多い。
『かよえ!チュー学』では歩行や振り向きなどの動作がなかったが、本作では動作がなされている（その場で立っているという部分は変わらず）。

### 竜宮小編
『ビットワールド』のアニメコーナーにて2016年4月8日から2022年3月25日まで放送された。
2020年度より5期が決定したため、ビットワールドのアニメコーナーの作品では最長の記録となった。
第2話以降は本編後に視聴者募集のコーナーを放送（諸事情により、YouTubeの公式チャンネルでの配信及びDVDではこのコーナーはカットされている）。同コーナーで紹介されるペンネームはビットワールド同様ビットネームと呼称される。
その日に放送された回は放送終了後にネット配信されており、56話までと79話以降はYouTubeで、57話から78話はU-NEXTで最新話が公開される。U-NEXTでの配信開始に伴い、YouTubeでの57話から78話の配信は放送から一週遅れに変更されていた。バンダイチャンネルでも配信されている。第2期以降は、一部の放送版の回で台詞やシーンがカットされている場合があり、配信版ではそれらも含めて配信されている。また、YouTubeに関わること（チャンネル登録者突破など）やグッズ発売の告知・コラボ作品・縦向きのショートムービーがYouTubeで公開される場合がある。
総集編時には「あはれ!名作くんQ&Aコーナー」と題した視聴者から募集した質問に答えるコーナーを放送。第3期以降は放送終了後にYouTubeの公式チャンネルでも配信されている。第5期では新作エピソードを1本交えて放送した事例もあった。
放送上はひと続きの番組であるが、1年ごとに明確にシーズン分けされている。第2期以降は3月上旬に次シーズン決定キャストトークがYouTubeで配信され、その中で新キャラクター等の見所を紹介する。シーズンごとの追加要素は以下の通り。
| シーズン | 主な追加要素 |
| -------- | --- |
| 2        | 名作達の担任教師が鬼教師からラッスィーに変更。BGMが追加。以降、シーズンごとに追加される。                           |
| 3        | 準レギュラー導入。その第1弾として、つる公を追加。初めて視聴者募集のコーナーを変更。以降、シーズンごとに変更される。 |
| 4        | 準レギュラーキャラとして、松田メイを追加。                                                                          |
| 5        | 準レギュラーキャラとして、春雨知恵熱を追加。                                                                        |

2019年1月26日には初の単独番組となる「一挙放送 あはれ!名作くんお正月スペシャル」がEテレで14:00 - 14:30に放送された。
『ビットワールド』の放送時間の変更・短縮に伴い、2022年3月25日をもってNHKEテレでの放送は終了した。

### 竜宮中編
4月8日に新シリーズがYouTubeで配信予定であることが発表され、同日よりMakuakeにてクラウドファンディングを実施。開始30分で目標額を達成し、最終的に19,938,500円が集まった。
その後、2022年8月26日から2023年3月10日まで竜宮中編が隔週の金曜にYouTubeにて配信された。
本シリーズでは台詞に字幕が付くようになり、BGMも一新された。担任もラッスィーからダブルパンチ超に変更されている。
また、名作の重大発表によると2023年10月にて新シリーズをテレビ放送する予定だったが、結局は決まらなかったとのこと。

## あらすじ
舞台は名作物語のキャラクターを目指す生徒の通う、竜宮小→竜宮中。転校生で主人公そしてツッコミもクラスメイトからうるさいと言われている・松田名作、お馬鹿でハイテンションなスウィーツ、おしゃべりなおむすびでおにぎりと呼ばれるとキレるむすび、ナルシストな自称ロボット少年ノキオ、ウサギより足の速い謎の亀・ボルトの5人は大の仲良し。名作は彼らに振り回され、ドタバタ劇に巻き込まれながらツッコミを繰り出していく。話が進むごとに、家族やクラスメイト、後輩も次々と登場。そんな彼らの日常を描いた学園アニメ。

## 登場キャラクター
本作に登場する人物はほとんどが名作物語の人物をモデルにしている。中には実在人物をモデルにしている者もいる。声はアニメ版の声優、演は2021年11月12日・19日に放送された『ビットワールド』生放送で演じた俳優。

### 主要人物
本作のメインキャラクターである5人。後述するクラスメイト達も含め全員が竜宮小・竜宮中の生徒で、初登場時は小学5年生だったがシーズンごとに進級し7期時点では中学1年生だが年齢は17歳（本来ならば高校2年生に相当）。基本的に仲はいいが、たまに些細なことでよく喧嘩をする。
全員ボルトが設立した｢部｣に所属している。この「部」は一度、演劇部になりかけたがその後はただの「部」に戻っている。
名作以外の4人は出ない回もあるが、第6期まではその場合もクレジット表記されていた。
40話でのクラス替えにて、名作以外の4人と一部クラスメイト達の苗字も明かされた｡
目玉焼きは名作とスウィーツは醤油派。むすびは塩派。ノキオはソース派。ボルトは目玉焼きには何もかけないが、なぜかパフェには塩をかける。
キャラクター名の表記は、左側は通常表記でカッコ内は読み仮名、右側はテロップと一緒に表示するアルファベット表記。
松田名作（まつだ めいさく） / MATSUDA MEISAKU
声 - 那須晃行（なすなかにし） / 演 - 小林亮太
イメージカラーは青色●。質問コーナーで名作レッドに変えたこともある。2005年4月8日生まれ。本作がスタートした日に11歳の誕生日を迎えている。血液型はA型だが、ノキオシューティングをプレイした時はノキオ達とゲームシステムからB型と思われた。スマホはグレー。好きな物はうどん。
本作の主人公でツッコミ役。5人の中ではごく普通の人間。一人称は「僕」。小学5年生のときに竜宮小学校に転校してきており、その時の自己紹介によれば将来の夢は立派な名作キャラになり、セクシー系の女優と結婚することらしい。青の帽子をかぶり、白Tに赤色の蝶ネクタイとオーバーオールを着用しているがダサいと毎回言われる。いつも同じ服を着ているように見えるが、同じような服を何枚も持っているだけで毎回変えているらしい。帽子についているバッヂのMの二文字は「まつだめいさく」のイニシャル。ノキオから「意外と短気」と言われている。名作キャラを目指しているが、見た目が普通であり、キャラがいまいちぱっとしないが第4期以降はメイに対するシスコンキャラが定着した。声が大きく、またツッコミのせいで周りからうるさいと言われたり、どこかに隠れている時名作のツッコミのせいで気づかれてしまうこともしばしば。話のラストで彼がツッコミを入れることで話が終わるのが定番。名作にとても詳しく、名作に似た出来事が起こった際にはその名作の解説をするが、他のメンバーから「解説がえらそう」「上から目線」などと言われることもある。名作の授業は真面目に聞いており、成績はとても良いがその他は平均以下。名作物語に関するテストは基本的に1位だが、滅田駄作には2度敗北した。竜宮小に転校する前から名作好きだったが、当時のクラスメイト達にバカにされ、一度は夢を諦めていた。バレンタインのチョコは母親からしかもらわなかったが、小学5年生の時はツンデレラからプレゼントされた。それ以来ツンデレラに恋心を抱いており、第6期まではそれに関連したストーリーが作られている。家で多くの家事を行っており得意料理は味噌汁だが、調理実習のときに作った際の四人の評価は｢普通｣。歌が非常に上手く、本編でたまに歌うことがある（他のメンバーに途中で割り込まれたり、止められたりすることが多い）。お気に入りの場所は学校の図書館で、一度名作『変身』の如く虫に変身して、3日間引きこもったことがある。牛にも変身したことがある。ギターを弾けないにも関わらず部屋に置いていたことがある。今でも父親に耳かきをしてもらっている。家にテレビがない。「いつでも名作のようであれ」という目標を持っている。松田優作と名前が似ているが、偶然被っただけだそう。
御尻川スウィーツ（おしりかわ スウィーツ） / OSHIRIKAWA SWEETS
声 - 中西茂樹（なすなかにし） / 演 - 大河元気
イメージカラーは桃色●。質問コーナーで抹茶スウィーツに変えたこともある。2005年11月桃日(いい桃の日)生まれ。スマホは白とグレーのツートンカラー。好きな物はおばあちゃんが作ったシャツとカレーとシュークリーム。
桃の被り物をした生徒。クラスの学級委員で、第4期では風紀委員も兼ねていたことがある。一人称は「僕」だが、ラップでは「俺」になる。メンバーの中ではむすびの次に背が低い。好きな言葉は「この胸の痛みはあの膝の痛みに似ている」。父親に似てバカであり、勉強もできずテストの点数は毎回悪く、マイナスの付いた点数を取ることもある。また、算数のテストは過去最高が7点らしい。「カラオケウッホッホ｣という名の刀を持っている。ハイテンションで熱い性格だが、ユニークで独特なしゃべり方をする。「も、も、も」と笑っているが、この笑い方は本人は自覚しておらず、笑っているVTRを見ても笑っていないと断言していた。実家はお金持ちで、父親は桃。被り物の中には物を収納することが可能で、伸びたり噛まれたり切られたり腐ったりすることもある。下はモザイクがかかっていて不明だが、名作曰く「普通の髪型」らしい。新学期では被り物の許可を得るために裏金を使用した。俳句が趣味だが、俳句自体は得意ではない。ラップを得意とするが、フリースタイルペンションに出場した時はセイホーに負けてしまったが、その際なぜかケンカに負けたように多数の傷跡がついていた。クイズや相撲を理解していないのにもかかわらず参加したこともある。掃除の時間はに箒に跨って飛ぼうとしているらしい。桃太郎に憧れており、話の内容にちなみ犬、猿、雉、そしてヘラクレスオオムカデという大きなムカデを飼っている。登山の前には何故か冷水を浴びている。方向音痴で、目的地に着くのにかなり時間がかかる。しかし、運動能力は6人の中ではかなり高い。自分の名字以外の漢字が読めず、場合によってはカタカナすら読めなくなることもある。乗り物酔いする体質であり、酔えば酔う程強くなるが、酔いすぎてたまに元に戻ることがある。友情に厚く、特に名作とは、(他のメンバーに乗っかり毒付くこともあるが)その絆の深さが分かる言動が多い。基本的にボケだが、名作がボケの時はツッコミになることが多い。
団栗林むすび（どんぐりばやし むすび） /DONGURIBAYASHI MUSUBI
声 - 金子学 / 演 - 加藤諒
イメージカラーは赤色●。質問コーナーで黒むすびに変えたこともある。2005年8月18日生まれ。スマホは赤色。好きな物はお金と演歌とパン。
おむすびの姿をした生徒。飼育委員を務めており、園芸部にも所属している。メンバーの中で一番小柄。身体と手足は米、前髪と目は海苔、口は梅干し。髪の下にも具があるが、本人はこれを見られるのを恥ずかしがっている。髪を丸刈りにするとゴマのようになる。口は梅干し以外にイクラになっていたこともある。好きな言葉は「ねじり鉢巻きを4個」。触るとベタつく。一人称は「僕」で、誰に対しても丁寧口調でしゃべるが毒舌でさらっと怖いことも言う。移動の際は転がって移動し、本気を出せばスポーツカー並みのスピードが出るが、普通に歩くと遅い。「おにぎり」または「金子学」と呼ばれることにコンプレックスを持っている。「おにぎり」と呼ぶと体中の穴という穴に米粒を詰め込まれるらしい。金にがめつく、金に関する話題の時は目をドルマークにする。家族が多く家系図の一番上は稲である。5人兄弟の長男であり、お金は弟達のために稼いでいるらしい。5人の中では比較的冷静で常識的な思考を持つため、名作とともにツッコミに回ることも多い。友達を見捨てるようなことはせず、ドック船長の仲間になったふりをしてクラスメイトを呼び出し、名作達を助けたこともある。自分も食べ物だがグルメらしく、自分が一番おいしい料理だと自覚している。また、よく拾い食いをする。他の4人と違ってモテるらしく、恋愛の話になると妙な動きで登場する。食べ物であるために作中で体が消えたり欠けたりすることがよくあるが、次の回では何事もなかったかのように戻っている。絵が下手で画力は幼稚園児並み。衝撃に弱く、潔癖症。公式Twitterの運営を担当している。本人も知らなかったが実は中身は空洞。作中のTwitterで時折ラッスィーの悪口を呟いている。ラッスィー先生の物まねが得意（同じ声優のため）。
ウインドウズノキオ / WINDOWS NOKIO
声 - 阿諏訪泰義 / 演 - ソーズビー
イメージカラーは黄色●。質問コーナーでノキオサンシャインに変えたこともある。本人曰く「ノキオゴールド」という色らしい。2005年6月9日生まれ。スマホは名作くんのキャラクターの柄。好きな物は自分。苦手な物はフルーツと竹輪、寒さと火と水、暗算とコーヒー。
ピノキオ風の（自称）ロボットの生徒。赤い三角帽子をかぶり、段ボールで作った服を着ている。恐ろしいことがあると、段ボールの中にこもって震える。目と口が四角いが、本人曰く「メカニックデザインのせい」。背中のホースは体に直接くっついている。身長は名作とほぼ同じだが、若干名作より背が高い。好きな言葉は「アップデートのあとは再起動してください」。趣味は吊り革コレクション。本人はロボットだと主張しているものの、人間としか思えない行動が多く、一度口を滑らせて「人間だ」と言ったこともあり、近づくと、名作曰く人肌の温度を感じるらしい。その一方でロボットらしい機能もあるが、それでも名作やむすびからは人間ではないかと突っ込まれている。本人曰くオイルしか飲まないらしいが、実際にはオイル以外の物も飲んだり食べたりしている。一人称は「俺」または「俺様」で、キザでナルシストな性格だが、小心者で怒りっぽい。芸術家で絵もうまく、アートには詳しい。5人の中では一番頭の回転が速く様々なアイデアを思いつくが、勉強はスウィーツに次いでできない。名作に関する知識もあり、名作に代わり解説することもあるが、知識があやふやと言われることもある。自分だけのスタンプやゲームを作ったこともある。嘘を吐くと鼻が伸びる時もある。ゲームをするためにずる休みをしたことがある。ロボットを自称しているためか、機械に関して強いプライドを抱いている。「ノキオに11個の質問ぶつけてみた」という回で家族の質問になった際「俺に本当の家族はいないからなあ」という発言がある通り両親やきょうだいが明らかになっておらず親代わりであるパペットじいさんに育てられている。第2期からはツッコミの場面も多い。
F・ボルト （ファンタスティック・ボルト） / FANTASTIC BOLT
声 - 小野賢章 / 演 - 小林よしひさ
イメージカラーは緑色●。質問コーナーでボルトギャラクシーに変えたこともある。2005年6月9日生まれ。スマホはグレー。好きな物は人が苦しむ顔ともやし。
亀の姿の生徒。独特の世界観を持つぶっとんだ性格で、クラスの中でも浮いた存在。前髪のリーゼントが特徴で、耳がない。好きな言葉は「このサイトは安全ではありません」。体格は細めの筋肉質でメンバーの中で一番背が高く、戦闘力は非常に高い。普段は落ち着いた声だが、興奮すると声がひっくり返る。途中で声が大きくなることが多く、寝言は野生動物のような声がする。朝の挨拶としてその朝に食べたものを叫んでいるらしい。必殺技を繰り出す時はその場で思いついたような技名を言うことが多い。床やグラウンドでも泳いでいる（むすび曰く「常にこんな感じ」）。ビーチ・フラッグスのジュニアチャンピオンで、亀にもかかわらず足が速い。感情のスイッチの切り替えが激しく、会話とは関係ない話題を入れて話を逸らすことが多い。背負っている甲羅は3tあり、かなり重く非常に固いが取り外し可能で洗濯もできる。普段泳ぐ時は軽いものに変えている。恐ろしいことが起こると、甲羅にこもって震える。亀なのに尻尾がないが、力むと出るらしい。一人称は「俺」で、「鶴は千年亀は万年」だけに無理やり語尾に「まんねん」をつけて話している。普段は上記のような破天荒な言動が多いが5人の中で一番勉強ができるらしい。暗算、英語、料理も得意。怪獣映画『ガメラ』やブルース・リーに憧れている。スパイ映画にも憧れているが、名作の思っているスパイ映画と彼の思っているスパイ映画は全然違う。薬はカプセルや錠剤は平気だが、粉薬は苦手。メインキャラクターの中では、唯一家族構成や住居が不明だが、父親に変装してPTA会議に出たことがあるので少なくとも父親は存在する模様。住居に関しては登校のために浜辺から歩いているシーンがある。（つる公から「海から来てるんすね」と突っ込まれていた。）第1期ではボケのみの担当だが、第2期からはツッコミの機会が増えた。

### 第2期以降の新レギュラー
名作以外の4人と同じく出ない回もあるが、つる公はEDのクレジットに毎回載っている（第6期まで）。メイは公式YouTubeの概要欄の『キャスト』に載っており、他の声優と同じく別の役で出演することもある。メイは公式YouTubeでのシーズン決定キャストトークでは新キャラとして紹介されているが、公式HPではゲスト扱いとなっている。
獅子王ラッスィー（ししおう ラッスィー） / LASSI
声 - 金子学 / 演 - マキタスポーツ
竜宮小の元教師で現在は居酒屋の店主。独身。誕生日は1月1日。ゴールデン・蚊取り棒とヨークシャー・手品の雑種。ドラマ「太陽にほえろ!」のタイトルに「ほえろ」とついているところや金八先生の髪型、西部劇に憧れている。座右の銘は「生徒は疑え、校長には媚びろ・あと磔にしろ」。可愛らしい犬の容姿をしており、主に語尾に「ワン」をつけて話す。見た目とは裏腹に名作達をおちこぼれ扱いし厳しい態度で接するスパルタ教師であるが、握手を求められてお手をしたり、物を投げると咥えて持ってきたりと、所作は犬そのもの。基本的に2本立ちだが歩く時は犬らしく四足歩行になる。教師らしからぬ不適切な行動が目立ち、ノキオやボルト、むすびからクズ呼ばわりされるほど。先生らしいところや常識的な一面も一応あり、物語のラストでツッコミを入れたりする等、ツッコミに回ることも多い。犬の癖に猫が好き。駄作によって全ての名作が駄作になった時は他の生徒たちと共にそれを認めていた。給食が余ればタッパーに入れて持ち帰っており、中型犬なのに大型犬を飼おうとしている。チョーク投げが得意。イメージカラーは薄桃色●。
また、スピンオフアニメ「あはれ!ラッスィーさん」では主役も務めている。
上井つる公（うえい つるこう） / TSURUKOU
声 - 江口拓也
イメージカラーは灰色●→紫色●。質問コーナーによると変えるならシャンパンゴールドらしい。スマホの色はピンク。年齢は10歳。2011年12月6日生まれ。好きな物はお洒落な飲み物とカレーとパンケーキ。苦手な物はスウィーツと牛乳と園芸。一人称は「自分」。
第3期から登場した新入生。竜宮小編の最終回時点で4年生だったが、第7期では飛び級で中学に入学し、クラスメイトになった。鶴の帽子と手に羽根飾りをつけた少年で、好きな言葉は「大盛り」。つる公の綺麗なパッツン前髪はつる公のママが切ってくれている。目玉焼きは醤油派。運動神経が良く、算数も得意。鳥の言葉が分かり鳥同士で会話もでき、飛ぶことも可能。スマホアプリやゲームを作ったこともある。名作『鶴の恩返し』を超える名作を目指すために竜宮小に入学してきた。小学1年生（当時）の割にチャラい性格で、「…っス」や「ドチャクソ」といったパリピ口調で喋る。登場初期の頃は、名作、むすび、ボルトを先輩として慕うも、前述の通りスウィーツに対しては冷たかったが、ノキオに草野球で意地悪されて以来ノキオに対しても冷たい態度をとるようになった。スウィーツに対する扱いの酷さは回が進むにつれて緩和されたが、それでも稀にからかうことがあった。中学に入学してからは、名作、むすび、ノキオ、ボルト、そしてスウィーツも先輩として慕っている。趣味はワンスタいじり。ボルトによると「幼稚園児でありながら次世代の名作にもっとも近いと言われる男」らしい。ツッコミとボケ両方担当。また、公式Instagramの運営も担当している。
松田メイ（まつだ めい） / MATSUDA MEI
声 - 佐藤優樹
イメージカラーは水色●。 年齢は2歳。誕生日は2018年10月1日。好きな物はコロッケ。
第4期から登場した月のお姫様の赤ちゃん。「メイ」は仮の名前であり、名作が自身の名前から取った。ウサギの耳のカチューシャをつけ、おしゃぶりを咥えている。すぐハイハイするなど成長が速い。様々な超能力を使うことができ、機嫌が悪いと雷を起こすほどの嵐になる。名作の父曰く「名作の妹」らしいが、実は名作の父が近所の竹藪で拾ってきたため、名作とは血の繋がりはなく、そのせいでボルトとむすびからは誘拐と思われた。彼女が登場してから名作は、自身を含んだ他の面々が呆れる程のシスコンになっている。言葉を喋れるようになった際に、初めてのおつかいに挑戦したが、スウィーツと共に自分が迷子になったのにも関わらず、名作が迷子になったと怒った。第5期では保育園に行くことになったが、初日の日に超能力を使ってしゅんを傷つけてしまったため浮いた存在になってしまう。しかし翌日、名作の教訓でありのままの自分をしゅんとまさしに見せたおかげで馴染むことが出来た。第6期では児童文学の赤毛のアンを読んだことで赤毛にイメチェンした。　
春雨知恵熱（はるさめ ちえねつ）/ HARUSAME CHIENETSU
声 - 花江夏樹
イメージカラーは白色●。誕生日は2006年2月2日。好きな物は猫。苦手な物はネズミ。
第5期から登場した竜宮小の生徒会長。名作「長靴をはいた猫」に憧れており、猫耳がトレードマーク。適当な二字熟語を言いながら、変なポーズをするのが癖。どちらかと言えばボケ役で、何処かズレている一面が多々見られる。以前までは自分に自信がなかったが、落ちていた長靴を間違えて履いてからは今のような性格になった。しかしその長靴には怨霊が憑りついており、履き続けた結果、学校を支配することだけを考えるようになってしまった。選挙当日に起こった騒動で考えを改めるようになり、皆から頼られるようになった。第6期では校長に代わり全校集会を担当したが、校長と同様に話が長すぎて夜中までかかった。第7期では名作達と同じ竜宮中に入学していたが、ドクロの指輪のせいで初登場時のように闇堕ちしていた。そのまま竜宮中を乗っ取ろうとしたが、ノキオに指輪を外されて正気に戻った。「中学になったから悪そうなオシャレがしたい」という欲望を持っており、正気に戻ってもこれは変わらなかった。
第188話「スウィーツVS書記」、2022年のYouTubeコミュニティにて生き別れの兄がいることが明らかになっている。

### 主要キャラクターの家族
松田タロ作
声 - 那須晃行（なすなかにし）
名作の父親で作家。関西出身。妻は2019年カレンダーで存在だけが明らかになっている。名作を書くために世界中を旅しているため、家に居ることはあまりない。趣味はノリツッコミで、誰かがボケを振ると自分で長いボケをかましてツッコミをする。その際には必ず左下に「なんでやねん」の表記がある。以前まで補助輪無しで自転車に乗れなかったらしい。息子の名作はおろかスウィーツ達からも本作の登場人物の中で最もめんどくさい人物と思われている。第3期では名作達の保護者としてカラオケボックスに来ていた。第4期では近所の竹藪からメイを拾ってきた。
御尻川サマークリスタル
声 - 中西茂樹（なすなかにし）
スウィーツの父親で竜宮小のPTA会長。息子共々バカ。妻は2019年カレンダーで存在だけが明らかになっている。見た目は普通の桃で葉の部分が手になっている。趣味は権力を振りかざすことで、修学旅行の行き先を決めたり自身が考案した制服のアイデアが通るほどの権力がある。第4期では息子の留年を阻止するために、ラッスィーにお金を渡している所を学級新聞の記事にされた。一時期家に貧乏神が取りつき、会社が倒産したり、息子と共に公園住まいを余儀なくされたこともある。
パペットじいさん / PUPPET JIISAN
声 - 小野賢章
町で有名な発明家のロボット。ノキオの親的存在。特技は発明で、目を瞑って薬を混ぜたり、機械のネジを無意味に回したりしている。ひどいあだ名で呼ばれていても気にしないほどハートが強い。ただし、メガネと呼ばれると落ち込む。ノキオを「電子レンジ」と呼んだり、自爆ボタンを付けるなど愛がない。モチーフは『ピノキオ』の生みの親のゼペットじいさん。イメージカラーは藤紫色。
団栗林たらこ・おかか
声 - 金子学（たらこ）、阿諏訪泰義（おかか）
むすびの両親。たらこが父でおかかが母。むすびに似て礼儀正しいが、金にがめつい部分も似ている。むすびとツナの兄弟喧嘩により家族全員で家出をした際には、二人が仲直りしたにもかかわらず野宿を提案するなど、抜けた一面がある。父の趣味はパン作り。好きな食べ物はパンで苦手な食べ物は白米。
団栗林ツナ
声 - 不明（32話、176話）→春名風花（44話 - 121話）
次男。兄とは喧嘩をしがちであり、むすびの部屋に入る時にドアをノックせず爆破して入ったり、家計の7割を横領したりしているらしい。むすびと兄弟喧嘩をした際には、家族全員で家出をすることになった。第4期では高菜達と共にマグロ連合にカツアゲされるも、高菜達と合体してマグロ連合を撃退した。第5期ではむすびや高菜達と共に両親の結婚記念日のプレゼントに両親が20年前に出来なかった結婚式をプレゼントしていた。
団栗林高菜
声 - 不明（32話・44話）→江口拓也（86話 - ）
三男でありながらむすびの唯一の妹（体は男の子、心は女の子）。運動会ではむすびが負ける方に賭けていたので、むすびに負けた分を払う羽目になった。
団栗林カツオ
声 - 南川聡史（ピーマンズスタンダード）（32話）→不明（44話 - ）
四男。太郎を除くむすび家の人達に容姿が似ているが、実は本当の家族ではない。そのことに悩んでいたが名作の励ましによって立ち直った。
団栗林太郎
声 - 不明（32話・44話）→佐藤優樹（121話 - ）
五男。むすび家の中で唯一人間の姿をしているが血は繋がっているらしく、むすび家の家系図には含まれている。第4期でマグロ連合にカツアゲされた際は、「スイミー」のように合体したツナ達の具となり、マグロ連合を撃退した。
上井ママ公 / MAMAKOU
声 - 大松絵美（エミリン）
つる公の母親でモンスターペアレント。息子同様に鶴の帽子と手に羽根飾りをつけている。つる公のために鬼教師とラッスィーにクレームをつけて学校を乗っ取ろうとしたが、つる公の説得で思い留まった。その後名作達と付き合う代わりに息子にスパルタ教育を施そうとしたが、溺愛振りが抜けなかった。
上井はく公 / HAKUKOU
声 - 小野友樹
天の川大学に通うつる公の兄。つる公に似て性格がチャラい。つる公と同じく「ビラ配り部」に所属している。白鳥の帽子と羽飾りをつけている。果実オレンジが好きで朝まで飲んだり、つる公に果実オレンジを買う金を借りようとするほど。以前はまじめに勉強していたが、大学に合格したことに安心してしまい、つる公が名作達を大学へ連れてきた時には授業をさぼるようになっていた。しかし、つる公の短冊に書いた願いと名作の説得により、勉強学生に戻ったが単位に関しては七夕の短冊に頼るようになった。第5期ではビラ配りの最中に名作達と再会。彼らをダンスクラブ「白鳥の湖」へ招待した。

### 竜宮小・竜宮中関係者

#### 教師
鬼教師たかもり
声 - 小野賢章
名作達が5年生の時の担任教師。その名の通り鬼のような顔つきと鬼のパンツのトラ柄のスーツが特徴。怒ると鬼のように厳しく怖い先生だが、基本的には温厚である。第2期以降は1年A組の担任になっており、第61話では名作達が職員室を訪れた際に登場。第74話では名作達と「泣いた赤鬼作戦」を決行し、1年生と仲良くなろうとしたが、青鬼に扮した名作が生徒に怖がられず失敗した。第3期ではつる公の母のクレームに困惑しつつも、ラッスィーとは違い生徒同士の友情に手を出さなかった。第4期では無許可で放送室を使用し、ラジオ放送を行っていたノキオ達に感化され彼らを追い出した後、ラッスィーと共にラジオ放送を乗っ取った。第5期では一時期竜宮小を春雨知恵熱率いる生徒会に乗っ取られたため、ラッスィー・雨女先生・校長と共に檻に入れられていた。また、婚活に失敗してばかりの雨女先生を自分なりに励ましながら告白した結果、彼女と付き合うことになった。イメージカラーは鮮赤色●。
雨女先生 / AME-ONNA
声 - 花澤香菜
鬼教師の休養中に代理として担任を務めた女性教師。30歳。名作「雪女」に憧れて竜宮小に通っていた卒業生。その名の通り、彼女の来る場所は必ず雨が降る。普段は美人で優しいが、怒らせると雪女の如く冷たい部分を見せる。終盤で名作から「晴れ男の人と結婚すれば治る」と言われた時は、本人曰く「婚活はしてる」とのことで逆ギレし相変わらず冷たい部分を見せた。第2期ではATAMA先生とセイホーのラップ対決の客として登場。第5期でも婚活を続けていたが、それを心配した鬼教師からの告白を受け付き合うことになった。後に鬼教師とデートをすることになったが、彼からのオススメの食事に否定していたが、最終的には鬼教師と一緒ならどこでも良いと本音を呟いた。イメージカラーは空色●。
かぐや先生 / Ms.KAGUYA
声 - 春名風花
教育実習生として来た、ラッスィーの大学時代の後輩の女性教師。スウィーツの初恋の相手。美人な反面、ふざけている生徒がいたら容赦なく武器を使おうとする乱暴な一面も。名作「竹取物語」に憧れており、一番好きな場面は貴族が財宝を持ってかぐや姫に求婚する場面。ダイヤやブランド品には目がない。最後は大学へ戻っていった。
ATAMA
声 - DOTAMA
竜宮小の音楽教師。普段は気弱な性格だが、ラップの時だけ強気になる。スウィーツと共にフリースタイルペンションに出場し、見事優勝した。
校長先生
声 - 中尾隆聖
竜宮小に新しく赴任してきた校長。魔王のような風貌をしており、ノキオとボルトからは「悪の校長」と呼ばれていた。外見や雰囲気とは裏腹に軽い性格で、些細なことでも名作達に退学を宣言していたが、自身が出した課題を名作達があっさりとクリアしていたので何も言わなくなった。ノキオ曰く「総入れ歯」。全校集会になると話が長くなる。第3期ではカフェ「ラ・スィー」に来店したが、名作・スウィーツ・白ずきんが寄り道していたことや、カフェの経営者がラッスィーであることを知ると、彼らに罰を与えた。第4期では思い付きでC組に学級新聞を作らせていたが、名作が新聞を発表する前に飽きてしまった。イメージカラーは黒色●。
ダブルパンチ超
声 - 木村昴
名作達が中学に進学してからの担任教師。いわゆる熱血教師であるが、なぜか左手を骨折している。黒板に何か書く時にチョークを折りながら雑に書くのが癖。6年前に何かしらの罪で逮捕されていたらしい。ボケ役。
ナミ、ミーコ
声 - FUNNY MOVIEスタッフ
龍宮中編の11話に登場。ナミは不在の音楽教師の代わりにやってきた非常勤講師。ミーコはその飼い猫で、普通に話したり歌ったりできる。「猫ふんじゃった」を歌おうとするが逆にミーコがナミを踏んだりとグダグダに終わった。

#### クラスメイト
名作たちのクラスメイト。むすび曰くこのクラスだけで1万人くらいいるらしく、最終回までに以下の生徒が判明している。基本的に一度しか登場しないが、一部の話では背景に登場することもある。第40話のクラス替えのシーンでは、第1期で未登場の生徒が名前のみ登場していた。第49話ではごく普通の生徒（声 - 小野賢章）も登場している。

##### 台詞付きで2話以上登場
六ノ瀬ツンデレラ（ろくのせ つんでれら） / TUNDERELLA
声 - 佐倉綾音
名作「シンデレラ」に憧れる生徒。本作のサブヒロイン。金髪のポニーテールが特徴。誕生日は12月31日。その名の通りツンデレな性格。放課後に一生懸命教室の掃除をしている（デレ時）。メイクの技術がすごく、メイク前と後でかなり印象が変わる。メイク中はツンの状態で、コギャル風の見た目にドレスを着ており、かなりきつい暴言を吐く。すっぴん時はデレの状態で、ジャージを着た素朴でおとなしい体育女子。メイク中でもたまにデレデレした発言もあり、逆にすっぴん時でもたまにツンツンした発言をする。名作は彼女がツンの時もデレの時もどちらも好きらしい。メイクは昼の12時で切れる。第39話ではむすびに呼ばれて名作たちを助けた。第2期では名作にダンスの指導をしたうえで、ラッスィーが主催するダンスパーティーに名作と共に参加し、名作達と共にも卒業式に参加した。第3期では隣の家に引っ越しする際に、彼女が転校すると勘違いした名作とデートした。第4期ではメイの世話をしたいがために名作とメイを家に招待したが、リンゴをあげる動作からメイは彼女を魔女だと思い込んだ。第5期では知り合いのサンタクロースが腰を痛めたので、クリスマスに名作と共に竜宮町の子供達にプレゼントを配った。第6期では下駄箱の整理をしていたところ春雨に美化委員として生徒会に勧誘されそうになったが、ツンの状態での春雨との言い合いの末に断り、その後は下駄箱の整理について春雨と話し合った。
イメージではあるがクラスメイトで唯一家族が登場しており、全員がメイク中の本人同様ツンデレである。原作シンデレラではシンデレラと家族の血の繋がりがないため、ツンデレラもそうなのではないかという説がある。イメージカラーはオレンジ●。
第1期から第6期まで毎年ゲスト出演していたが、竜宮中編以降は登場していない。また、もともとノキオではなく、彼女が主要キャラクターの一員になるはずだったが、全員が男子の方が友情を描きやすいということで、変更された。
滅田駄作（めつだ ださく） / METSUDA DASAKU
声 - 小野大輔
名作を憎む転校生。本作の敵キャラクター。誕生日は3月3日。容姿は松田名作に似ているが、服はボロボロで目つきも悪い。幼少期は渋めな外見であり、｢けんこうこつたろう｣という絵本に憧れていたが、周りの人々に｢駄作だ｣等言われたことから前述の通り名作を憎んでおり、名作の真実（というよりは屁理屈）を語ってはその名作に憧れる生徒を落ち込ませる。また、名作が好きな松田名作を敵視している。第2期では名作物語のテストで松田名作以上の点を取ったために、スウィーツ達が作った名作物語のテストで松田名作と対決するものの結局は松田名作に勝利した。名作達と共に卒業式にも参加した。第3期では本の中に入れる本を手に入れ、全ての名作を駄作に変えるために名作の登場人物達を騙していたが、名作達に論されてオリジナルの駄作を作ることを決意した。第4期でのスウィーツの調査によるとバレンタインの日にはチョコを貰っていないらしい。第6期では自作した駄作の紙芝居を名作達に披露しており、話の終盤では自ら作画崩壊していた。イメージカラーは紺色●。
シャー田一ホー助（シャーだいち ホーすけ） / SHADAICHI HOSUKE
声 - 山口勝平
シャーロック・ホームズと金田一耕介に憧れる生徒。誕生日は2月29日。探偵風の格好をしており、推理漫画を意識した発言が多いが、本人いわく「見た目も頭脳も普通の少年」。気球を所持しており、去る時はこれに乗り犯人の如く去って行く。67話ではATAMA先生とセイホーのラップ対決の審査員として登場。78話では名作達と共に卒業式に参加した。第3期では寝台列車に無賃乗車していた所名作達に遭遇。作中で起こったしょうもない事件を大事件と思い込み名作達を掻き回した。オリエント急行殺人事件はウィキペディアに載っているあらすじしかみていないらしいが、名作が犯人を言おうとしたら逆ギレしていた。第4期では自身を名探偵と認めてもらうべく、体育倉庫にいた名作達と時空転送装置で呼び出したビットワールドのメンバー達に脱出ゲームを仕掛けた。第5期では御尻川家の家宝であるモナリザの唾を守るべく勝手に竜宮少年探偵団を結成した。この時は珍しくまともな推理を披露し、名作に変装した怪人一一十面相を本物の名作もろとも捕まえた。第6期では全校集会に参加した。イメージカラーは黄土色●。
ジャッ君 / JACK-KUN
声 - 笑福亭茶光
名作「ジャックと豆の木」に憧れている生徒。家はジャックに憧れて豆の木に住んでいるため、電気もガスも使えず、空気は薄く、朝は眩しいらしい。また、豆の木を上り下りを繰り返しているため、腕だけ鍛え上げられムキムキになっている。第39話ではむすびに呼ばれて名作たちを助けた。第5期では「金の卵を産むニワトリの卵」を餌に4年あまり遊びに来なかった名作達を家に誘った。また、選挙前にはスウィーツから高性能の使い捨てマスクをもらっている。第6期では全校集会に参加した。イメージカラーは黄緑●。
大山3セン法師（おおやま さんセンぼうし） / 3SEN BOUSHI
声 - 小野賢章
名作「一寸法師」に憧れている生徒。身長が3センチしかないが、声は甲高く大きい。牛乳を飲んだ影響で一時3メートルほどに伸びたが、次の登場回では元のサイズに戻っている。名作達とは毎日のように会っているが気づかれておらず、実は第1話の時点で登場していた。「拙者」「ござる」などの武士口調で話すが、怒ると普通の口調になる。放課後に音楽室でピアノを弾いている（ドアの隙間から入り込んでいる）。絵のみの登場も含めてクラスメイトの中では最も多く登場しており、本編で台詞付で再登場しているのは25話と180話のみである。イメージカラーは抹茶色●。
白々白ずきん / SHIROZUKIN
声 - キンタロー。
他ずきん、長ずきんと共に名作「赤ずきん」に憧れて二代目赤ずきんを目指す女子生徒。誕生日は4月20日。その名の通り白い頭巾を被っている。かわいらしい容貌とは裏腹に、狼に襲われてもいいようにトレーニングをして、頭巾に血を赤く染めるといったサディスティックな一面も度々見せる。第2期では卒業式に参加した。第3期では下校中に名作やスウィーツと共にカフェ「ラ・スィー」に寄り道した。母子家庭である。第6期では全校集会に参加した。イメージカラーは白色●。
金田カネ太郎 （かねだ カネたろう） / KANETAROU
声 - 森田哲矢（さらば青春の光）
名作「金太郎」に憧れる生徒。関西弁。誕生日は1月24日。お金が大好きで、金以外は信用できず話の内容もほとんど金ばかり。常に文無しの財布を持っている。クマに曲芸をさせてお金を儲けている。かつて鉞を持っていたが、落し物係の泉の精に「金の鉞だ」と嘘をついたため現在は持っていない。スウィーツの給食費が盗まれた時は疑われていた。その一方で、教室の文福茶釜の茶釜を盗んで売り払おうとしていた（本人曰く「金のためなのでキャラはブレていない」とのこと）。第13話の学級委員選挙では賄賂を貰うためにスウィーツに投票しようとしていた。第39話ではむすびに呼ばれて名作たちを助けた。第2期では卒業式に参加した。第3期では自らが主催の相撲大会とグルメフェアを2年かけて開催。相撲の1試合目ではスウィーツを騙して勝利するが、2回戦で西ノ山の賄賂に釣られてわざと負けたため、勝負しようと誓ったボルトと決勝で戦えずに終わった。第5期では選挙前にスウィーツから高性能の使い捨てマスクをもらっていた。イメージカラーは紅色●。
きりしたすずめ / KIRISHITA
声 - キンタロー。
名作「舌切り雀」のスズメに憧れる生徒。外見はスズメだが、本人はスズメだと名乗っていない。黄色いクエスチョンマークが描かれた紫のシルクハットを被っている。クイズが大好きですぐ問題を出すが、肝心のクイズは1問も答えられないほど苦手。1年前にむすびにお金を貸して返してもらっていないことから、むすびとは因縁がある。第39話ではむすびに呼ばれて名作たちを助けた。第2期ではATAMA先生とセイホーのラップ対決の審査員として登場し、卒業式にも参加した。第3期ではむすびと共に小学生クイズに参加。1回戦で敗北したが、敗者復活戦で行われた相撲に勝利したことで決勝に進んだ。しかし「早押しボタンを早く押す」と選択問題以外の問題には答えられずボロ負けし、それを名作のせいにしようとした。第5期ではクイズ解っくのクイズ対決に負けて焼き鳥にされてしまった。また、選挙前には書記からゼリー飲料をもらっている。イメージカラーは青紫色●。
落とし物の精 / OTOSHIMONO NO SEI
声 - 溜口佑太朗（ラブレターズ）
名作「金の斧」の泉の精に憧れている落し物係。第9話では泉の精という名前でノキオの台詞にてカネ太郎が「金の鉞を落とした」という嘘をつく場面のワンシーンのみの登場。第36話では落とし物をしないようにと注意したことによって自身の仕事が減って寂しいという理由で床に触れた時点で落し物とみなす等のやや強引に落し物係をしていたが、名作達が彼女に感謝したことによって和解した。第2期では名作達と共に避難訓練や卒業式に参加しており、第3期では文化祭の準備をしていた。第4期ではスウィーツに金製の落とし物を渡すついでに、モテない男子がバレンタインの日に争う様を見るため、スウィーツ・ノキオ・ボルトをチョコで釣った。
犬飼オオカミ美少年（いぬかい オオカミびしょうねん） / OOKAMI BISHOUNEN
声 - 日野聡
名作「オオカミ少年」に憧れる生徒。名前は「美少年」だが、見た目はそれほどではない。嘘をつくのが下手で、同じく嘘をつくノキオを師匠と呼んでいる。ノキオとともに嘘をつくための特訓をしていたが、ノキオのずる休みがばれ、「嘘はいつかばれて痛い目に遭う」と名作に諭されたことで最後は嘘をつくのをやめた。67話ではATAMA先生とセイホーのラップ対決の客として登場し、78話では名作達と共に卒業式に参加した。第3期ではスウィーツが箒にまたがっている回想で登場。クラスメイトであるが、名作たちを「先輩」と呼んでいる（本人曰く癖らしい）。第6期では全校集会に参加した。嘘をつくのが上手になっており、その状態で人狼ゲームに参加した結果、名作から「人狼より怖い」と突っ込まれた。イメージカラーは薄茶色●。
六年寝太郎（ろくねん ねたろう） / ROKUNEN NETAROU
声 - 櫻井孝宏
名作「三年寝太郎」に憧れる生徒。名前の通り6年寝た後に起きた生徒で、目覚めた後もお昼ごろまで寝起きの状態だった。竜宮小には1年生の時から在籍していたが、ずっと寝ていたため、6年生にして初登校である。目は一見閉じているように見えるが、寄るとうっすら開いている。第3期では髪の毛を染めていることをラッスィーに指摘された。第4期でも寝起きの状態であり、彼を観察していた名作達から終始寝たふりをしていると思われた。さらにノキオの調査で、バレンタインの日には起きていることが判明した。イメージカラーは薄紫色●。
ヒカル・キーホルダー / HIKARU・KEYHOLDER
声 - 三瓶由布子
ロボットアニメに憧れる少年。普段はヘルメットをかぶっているが、名作とボルトから声が聞き取りづらいと言われた時は、なぜかヘルメットを取ろうとせずガラスを割った。ノキオとは当初対立していたが、パペットじいさんが大きいロボットを作れると思ってからはビッグロボRBの展開を共に想像するようになるほど仲良くなった。第4期ではラッスィーに服装を指摘され、巨大二宮銀次郎像を合体ロボットと思い込みノキオと共に合体シーンを想像した。

##### 台詞付きでの登場が一回のみ

###### 第1期登場
王様
声 - 笑福亭茶光
ロバの姿をした生徒。家は大金持ちで、名作達を庶民と呼ぶ。一番最初に登場するクラスメイトである。
裏では悪口を言われているらしくボルト曰く「裸の王さま」といわれている。クラスメイトの中で唯一、イメージカラーがない。
第39話ではむすびに呼ばれて名作たちを助けた。第3期では文化祭の準備をしていたが、ヨウにマントを脱がされそうになった。第5期では選挙前にスウィーツから高性能の使い捨てマスクをもらっていた。第6期では全校集会に参加した。
こぶとりさん / KOBUTORISAN
声 - 金子学
「こぶとりじいさん」に憧れる生徒。身長153cm、体重65kg。見た目はごく普通の中年の老人だが、これでも名作達と同い年でクラスメイト。「こぶ取り」を「小太り」と勘違いしたことから小太り体型で、身体測定を楽しみにしている。顔から突き出ているのはこぶではなく頬。いわゆる天然バカで、むすびからも「スウィーツよりバカ」と言われるほど。自身の失敗からダイエットを試みる。第2期では卒業式に参加した。第3期では文化祭の準備をしていた。イメージカラーは赤茶色。●。
他ずきん / HOKAZUKIN
声 - 中西茂樹（なすなかにし）
その名の通りその他といった感じの見た目で、頭巾だけでなく、服や、髪、靴まですべて赤づくめ。ただし、ファッションショーでは緑の頭巾を被った。イメージカラーは朱色●。
長ずきん / NAGAZUKIN
声 - 金子学
名前の通り長い頭巾を着ている。頭巾の色は赤紫。ファッションショーでは頭巾がさらに長くなった。イメージカラーは赤紫色。
田中 / TANAKA
声 - 落合福嗣
名前や見た目はごく普通の少女で、赤ずきんとはかなり離れたイメージをしている。趣味やキャラが薄い。イメージカラーはマルーン。
キタ、ヨウ / KITA , YOU
声 - 落合福嗣、キンタロー。
名作「北風と太陽」に憧れている二人組。性格は正反対でキタは根暗（ネガティブ）、ヨウは楽天家（ポジティブ）。どちらが強いかでいつも喧嘩しているが、変なところで気が合う。第39話ではむすびに呼ばれて名作たちを助けた。第2期ではキタは名作達と共に避難訓練や卒業式に参加しており、ヨウはATAMA先生とセイホーのラップ対決の客として登場。第3期ではヨウが文化祭の準備をしており、その時に王様のマントを脱がそうとしていた。第5期ではヨウがボルトと共にドッジボールのメンバーとして登場したが、スウィーツ・つる公と対決する前に塾に行くため帰ってしまった。イメージカラーはキタが淡水色●、ヨウが橙色●。
笠原かさ蔵 / KASAZOU
声 - 立花慎之介
名作「笠地蔵」に憧れる生徒。雨の日はいつも、ただでかさ（笠ではなく傘）をもらうチャンスを狙うという欲深い一面がある。蔵だけにゾウのような外見で語尾も「…だぞう」。第39話ではむすびに呼ばれて名作たちを助けた。第2期では名作達と共に避難訓練や卒業式に参加しており、ATAMA先生とセイホーのラップ対決の審査員としても登場した。第5期では選挙前に書記からゼリー飲料をもらっていた。第6期では全校集会に参加した。イメージカラーはラベンダー。
足利二っ休さん（あしかが にっきゅうさん） / NIKKYU-SAN
声 - 中村悠一
名作「一休さん」に憧れる生徒。「二っ休さん」までが名前で、クラスメイトからは「二っ休さんさん」と呼ばれ、第4期ではノキオに「二っ休」と呼ばれた。一休さんのように様々なことを思いついては「ちーん」という掛け声とともに決めポーズをとるが、内容はトンチと呼べないようなものばかりである。先生に叱られるとガラが悪くなる。トンチが思いつかない時は「ふぁーん」と言う。第39話ではむすびに呼ばれて名作達を助けた。第2期では名作達と共に避難訓練に参加していた。第3期では運動会のリレーの選手として登場したり、文化祭の準備をしていた。第4期ではバレンタインの日にチョコを3個貰っていた。第5期では選挙前に書記からゼリー飲料をもらっていた。イメージカラーは紺瑠璃色●。
ガリ山ガリガリバー / GARI-GULLIVER
声 - 中西茂樹（なすなかにし）
名作「ガリバー旅行記」に憧れる生徒。ノキオ曰く「旅行のプロ」だが、名前の通りガリガリに痩せ細っているため、体が弱く、よく病院送りにされる。見た目の割には上から目線な一面もある。体が弱いために自転車すら乗れない。一度、名作たちと旅行に行ったこともあったが、結局は入院した。また、唯一タイトルからやり直した人物でもある。第2期では卒業式に参加した。第3期では文化祭の準備や、スウィーツが箒にまたがっている回想で登場。第5期では選挙前に書記からゼリー飲料をもらっていた。第6期では全校集会に参加した。イメージカラーは濃赤茶色●。
海砂利水魚ジュゲ夫（かいじゃりすいぎょ ジュゲお） / JUGEO
声 - 関智一
名作「寿限無」に憧れる生徒。落語が趣味だが、あまり受けない。扇子を様々なものに見立てるのが得意だが、持ち物検査の日に持ってきたテレビとゲーム機まで扇子として誤魔化そうとしていた。饅頭が苦手。第2期ではATAMA先生とセイホーのラップ対決の客として登場し、卒業式にも参加した。イメージカラーは菫色●。

###### 第2期・第3期登場
田上（たがみ） / TAGAMI
声 - 櫻井孝宏
名作「白雪姫」の魔法の鏡に憧れる生徒。鏡から足が生えたような外見だが、実際は鏡を抱えてその後ろに隠れているだけ（素顔は映らない）。クラスメイトから「田上さん」と呼ばれている。魔法の鏡のように何でも教えてくれるが、情報はすべて正しいわけではない。67話ではATAMA先生とセイホーのラップ対決の審査員として登場し、78話では名作達と共に卒業式に参加した。第6期では全校集会に参加した。イメージカラーは薄黄緑。
もこやまもちみち
声 - 阿諏訪泰義（うしろシティ）
なぜ人々が争いを繰り返すのかを田上に教えてもらおうとした生徒。眼鏡をかけており、太っている。名前はスウィーツが間違えて発言したものであり、本名は不明。
カニちゃん / KANI CHAN
声 - クロちゃん（安田大サーカス）
名作「さるかに合戦」のカニに憧れる生徒。常に柿を持っている。カニが集めた仲間の中に馬糞がいることに不満を持っており、自ら主催した家来ドラフトにスウィーツと共に参加した。しかし最終的には自分が想像していたのとは全く違う内容になっていた。78話では名作達と共に卒業式に参加した。第6期では全校集会に参加した。
八木姉妹 / YAGI sisters
声 - 小松未可子
童謡「やぎさんゆうびん」に憧れる双子のヤギ。白い方が姉の白八木で黒い方が妹の黒八木。授業中にスウィーツを介して互いに手紙を渡そうとした。二人共童謡を聞いていて手紙がおいしいのかどうか気になっていた模様だがスウィーツからの手紙を食べた結果マズいと判断した。その後はやぎさんゆうびんの替え歌を歌唱し、知らない人に手紙を食べないように注意された。第4期では竜宮小こども楽団コンサートの観客として登場。
忠犬ハッチーナ / HATCHI-NA
声 - 木下優樹菜
竜宮小で人気のワンスタグラマー。フォロワーが2億人いるらしく、名作達にワンスタ映えのコツを教えた。自分のことは「ハチナ」と呼んでいる。名前の元ネタは『忠犬ハチ公』で、モデルは木下優樹菜本人。

#### その他生徒
タイソン / Tyson
声 - 立花慎之介
竜宮小の卒業生で作中現在30代。モデルは「ウサギとカメ」のうさぎ。ボルト同様、筋肉質。ボルトとどちらが早いか争う。最初はボルトに差をつけて勝ったように見えたが、本家同様途中で寝てしまい、ボルトに抜かれるも、ボルトも途中で寝てしまい、最後は全員が寝てしまったことで勝負放棄に終わった。第2期ではATAMA先生とセイホーのラップ対決の客として登場。
エラ・ソーヤー / ERA SAWYER
声 - 中村悠一
名作たちが森で会った少年。1期時点では竜宮小6年生。名前の通り偉そうな性格。下級生をいじめるガキ大将で、名作たちの秘密基地を独り占めする。実は寂しがり屋で、最終的には彼らと和解する。「ブヒャッハー!」という独特な笑い方をする。23話ではむすびの怪しげな署名活動に協力しており、39話では名作のクラスメイト達と共にむすびに呼ばれて名作たちを助けた。第2期ではATAMA先生とセイホーのラップ対決の客として登場。第5期では春雨の演説を他の生徒と共に聞いていた。
ピーター・パン / PETER・PAN
声 - 内田雄馬
名作達の隣のクラスの少年。名作「ピーター・パン」に憧れる食パン。むすびとは仲がいい。名作に故郷であるネバネバランドを救って欲しいと頼み、そのまま名作達と共にホット・ドックの船まで同行したが、ドックのペットである犬をドック本人と思い込む、時給次第という理由で名作をあっさり裏切るなど、ほとんど役にたたなかった。第4期ではピーター・パンと同じく空を飛べるにも関わらず、どうすれば空を飛べるのかを名作とメイに相談しに来た。
ンビ山（ンビやま） / NBIYAMA
声 - 鈴村健一
竜宮小の元生徒。スウィーツの旧友で、名作が竜宮小に転校する前に転校した。ゾンビに憧れており、ゾンビらしいことをよくしていたが、転校先でクラスメイト達に無視されてしまった。これを機にゾンビに憧れるのをやめようとしたが、ショッピングモールで再会したスウィーツの説得でまたゾンビに憧れる気持ちを取り戻した。
ハシモト
声 - クロちゃん（安田大サーカス）
スウィーツが自宅の物置で探していた名作「しぼりたて醤油伝説」に憧れる生徒。写真および回想のみに登場。ンビ山曰く、ゾンビではないらしいがゾンビのような容姿や毒をはきだしたりと、所作はゾンビそのもの。
避難訓練の放送員
声 - 尾崎由香
避難訓練の際に音声のみで登場。教室や廊下からの声が聞こえており、スピーカー越しに名作達とやりとりできる。
運動会の放送員
声 - 小松未可子
運動会の際に音声のみで登場。唯一の薄紫組であるボルトがリレーに出られないことや、白組に寝返ろうとしたむすびにリレーで1位になると4万点入ることを伝えた。リレーでは実況も担当し、スウィーツの反則行為に対して紅組の得点を1点減点した。
ラプ姉 / RAPUNE
声 - 名塚佳織
名作「ラプンツェル」に憧れる生徒でエラ・ソーヤーと同じく名作達の先輩。初登場の時点では8年生。ラプンツェル同様に髪が長く、約50メートルもある。泣き真似が上手いが、髪を切られると思うと本当に泣く。学校で飼われているゾウのポチに襲われたラッスィーを助けるために髪を引き上げてようとするがポチに当ててしまい、助けようとしたラッスィーにも当ててしまった。これが原因でラッスィーは大怪我をしてしまったが、長い髪も役に立つということで特別に認められた。第6期では全校集会に参加した。
小人
名作「白雪姫と七人のこびと」に憧れる怒りん坊→声がでかい（声 - 諏訪部順一）、論破したがり→意外とノリが良い（声 - 江口拓也）、自意識過剰→お米をとぐのがうまい（声 - 中西茂樹（なすなかにし））、SNS依存症→切れた乾電池かどうか見たらわかる（声 - 金子学）、上から目線で場を収めたがり→学校の近くに住んでる（声 - 小野賢章）、かまってちゃん→お米をとぐのがうまい（声 - 阿諏訪泰義）、変に明るい→マラソン大会8位（声 - 那須晃行（なすなかにし））の7名による小人達。全員がつる公と同じ学年で嫌な性格の持ち主。リーダーは決まっていないらしく、誰がリーダーなのかを聞くと、協調性がなくなり喧嘩してしまう。
副田モニ太
声 - 阿諏訪泰義
生徒会の副会長。小学校によくあるテレビに映っている。スパイ映画の黒幕のようなノリで登場したが、実は役職の割に何の権力もない。ボルトとつる公をスパイだと見抜き、爆破された生徒会室の代わりをすぐに用意できるほど優秀な人物。
御尻川ライト
声 - 江口拓也
生徒会の書記で春雨の右腕。スウィーツのはとこで、梨の被り物を被っている。名作達を退学に追い込もうとしており、スウィーツとは10年前の親戚の集まり以来に対面したが、親戚の仕組みを知らなかった彼にあっさりとやられた。選挙前には生徒達に賄賂としてゼリー飲料を配っていた。第6期では仕事そっちのけでダンゴムシに溺愛する春雨に困っていた。竜宮中編ではモモゲームに参加していた。
ミノタウロス
筋肉質な牛の姿をした生徒。斧を振り回していたため、春雨に注意された。
猿田彦
声 - 花江夏樹
名作達の隣のクラスの少年。スウィーツと同様の金持ちで、悪さをしても金で買収しようとする。ノキオ等の手下がおり、彼らからは「ボス」と呼ばれている。スウィーツから『さるかに合戦』とほぼ同じやり方で5000円を騙し取るものの、その後スウィーツと手を組んだボルトによって懲らしめられた。その後も懲りずに父の権力で名作達を竜宮町から追い出そうとするが、父に頼んで彼の父の会社を買収してもらうというスウィーツの脅しに完全敗北した。竜宮中編ではモモゲームに参加した。元ネタは『さるかに合戦』の猿。

### その他
ナレーション
声 - 小野賢章
主にオチの際に登場。甲高い声で話し、一部の回ではナレーションも担当する。甲高い声は作り声らしく、第1話では咳き込む様子が見られる。Q&Aコーナーに出演した時にはボルト以外の面々からは怖がられていることが判明。オチの台詞については本人曰く、「締めがあった方がいい」のこと。

#### 第1期登場（その他）
ヒャッハー風の子供
声 - 笑福亭茶光（第1期）、江口拓也（第3期）
見た目は悪いが、実際には善人である3人組の子供。元々はボルトの空想上の人物だったが実在していた。ボルトを狙って現れるがボルトにあっさり倒された。第3期ではつる公やラッスィーと共に主題歌に自分達のパートがないことを名作に抗議しに来た。モチーフは『浦島太郎』に出てくる亀をいじめる子供たち。
竜、UFO、イエティ、カッパ
ノキオのスケッチに描かれていた伝説上の生物やUMA、未確認飛行物体。竜はスウィーツを襲い、UFOはスウィーツを連れ去ろうとした。カッパが一番強く、スウィーツを含めた全員を倒している。
よっち、えっちゃん、りっちゃん / YOCCHI , ECCHAN , RICCHAN
声 - よっち、えっちゃん、りっちゃん（ボンボンTV）
名作「三匹の子豚」とブーチューバーに憧れている三人組。子ブタチャンネルというチャンネルでブーチューブに動画を投稿しており、なんでも登録に繋げようとする。さまざまな実験をしては動画をアップしているが、やりすぎた実験（家作り→耐久性を試す→炎上させる）により動画が炎上してしまった。それにより反省して視聴者に謝罪するも、懲りずに登録を望んでいた。第3期では相撲大会の客として登場。モデルは実在のユーチューバーで声優初挑戦のボンボンTV本人たち。イメージカラーはそれぞれ青（よっち）、赤（えっちゃん）、。
老人
声 - 小野賢章
公園の土地の持ち主。かつて署名活動をしたものの、大人たちに相手にされなかったことが原因で人間嫌いになった。公園をゴルフ場にしようとしたが、署名を集める名作達と名作の説得に感動して改心した。思ったことをそのまま看板に書いてしまう。
ジュリエッ子
声 - 一木千洋
ノキオが恋した少女。ノキオの家の近所に住んでいる。ノキオをロボットと信じているため、ノキオは彼女に告白するも、結局は別れた。モデルは「ロミオとジュリエット」のジュリエット。
消し太郎
声 - 小野賢章
スウィーツが名作「力太郎」を真似て、垢の代わりに消しゴムのカスから誕生させた。基本的に「うー」しか話せないが、スウィーツには一応通じている。スウィーツが消し太郎と遊んでばかりで、名作達とあまり遊ばないため、名作達に気を使ってスウィーツに手紙を残して出て行ったが、結局その手紙も「うー」だけでスウィーツには全く理解できなかった。ノキオによれば「旅に出たんだ、しばらくすれば戻ってくる」とのこと。
だがしの家のお婆さん
声 - 花澤香菜
だがしの家という名前の駄菓子屋の店長を務める老婆。髪の毛が魔女の帽子のようになっている。いかにも魔女といった雰囲気だが、実際は気のいいお婆さん。「コウモリの目玉（アメ玉）」や「トカゲのしっぽ（イカの足）」など、商品のネーミングセンスが悪い。モデルは「ヘンゼルとグレーテル」に登場する、お菓子の家の魔女。第2期ではハロウィンの仮装して店を訪ねた名作達にお菓子をあげた。
気象予報士
声 - 金子学
テレビで天気予報が流れる際に出てくる天気予報士。雨女先生が担当するクラスが遠足に出かける前日に名作が見ていたり、スウィーツが入院した先の病室で流れたりしている。色は薄青色●。
おじいさんズ
良いおじいさん（声 - 中西茂樹（なすなかにし））と悪いおじいさん（声 - 南川聡史（ピーマンズスタンダード））からなる老人のコンビ。商店街でトークショー（というより漫才）を披露している。良いおじいさんは楽屋で脚本を書いており、気が荒いが世界中の貧しい子供たちを救いたいと思っている。悪いおじいさんは印象とは逆に腰が低く貧弱だが、名作達に地味な登場人物も大事だということを教えた。第2期では花見の客として背景に登場。
司会者
声 - 関智一
おじいさんズの二人が登場したトークショーの司会者。
化け猫軒のウェイター
声 - 関智一
猫の姿をした化け猫軒のウェイター。時折店内のまかない料理を食べている。
化け猫軒の店長
名作「注文の多い料理店」に憧れる化け猫軒の店長。長いコック帽が厨房から見えているだけで素顔は登場しない。元気がない時はキッチンから出てこない。店に来る前に落とした所持金をむすびに盗られてしまった。
納豆の妖精
声 - 佐倉綾音
ピーター・パンの仲間の妖精。弟にオクラの妖精がいる。身長30cm、体重7kg。趣味はプラモデルで、好きな言葉は「一生懸命」。モデルは「ピーター・パン」に登場する、妖精のティンカー・ベル。
ホット・ドック / HOT・DOCK
声 - 溜口佑太朗（ラブレターズ）
ネバネバランドを支配していた顔がホットドッグの海賊船長。犬（声 - 阿諏訪泰義（うしろシティ））を飼っている。パンとは旧知の仲だったが、名作「ピーター・パン」の大人にならない世界に憧れてネバネバランドの人々を誘拐し奴隷にしていた。仲間になったフリをしていたむすびがクラスメイトを呼び出したことで降参し逃げ出した。モデルはフック船長。
おばさん
声 - 佐倉綾音
名作の家に毎晩名作を読みにくる女性。実は幽霊であり、名作のことが心配で成仏できずにいた。名作の話を聞いたスウィーツ達は彼女を名作の母親だと思っていた。
A君、B君
声 - 金子学、中西茂樹（なすなかにし）
名作が竜宮小に転校する前の小学校の生徒。名作の名作好きには引き気味だったが、彼が名作好きを卒業してからは一緒に遊ぶようになった。

#### 第2期登場（その他）
変な女子と医者
声 - 那須晃行（なすなかにし）、山口勝平
スウィーツ、むすび、ノキオがスポ根ぶりを披露した際に登場した二人組。観客席におり、セーラー服を着た女子と、ハゲ頭で口ひげを生やした眼鏡の医者。女子の方はスウィーツに「あたしを甲子園に連れてって」と言っており、医者の方はスウィーツの怪我を心配していた。二人とも名作から「誰だよ!」と突っ込まれた。
被害者
声 - 黒羽麻璃央
名作達と共にラッスィーによるデスゲームの授業を受けていた謎の人物。本名は不明。全身が真っ黒な外見から名作にデスゲームを仕掛けた犯人と間違えられた。スウィーツ達が仲間割れしているのを見て面白がる等、いかにも犯人の面影があるが、実際は気が弱い。
不良少年
声 - 黒羽麻璃央
バスケのコートを縄張りにしていた二人組。二人のうちサングラスをかけている方は台詞はなく、サングラスをかけていない方はノキオを段ボールと呼んでいる。ノキオやボルトと同様、ミュージカルにはまっているような描写がある。
意味なし芳一（いみなし ほういち） / IMINASHI HOUICHI
声 - 鈴村健一
　名作「耳なし芳一」に憧れるお寺のお坊さんだが、本人は名作に指摘されるまで｢耳なし芳一」を｢意味なし芳一」と勘違いしていた。その名の通り、意味のないことが大好きで、名作たちに意味のない修行ばかりさせた。意味のないことをすると「はぁー意味なしー」の掛け声と共に琵琶を弾く。第3期ではボルトから「危ないお坊さん」と言われた。
みずたまりぼんど
声 - トミー、カンタ（水溜りボンド）
ボルトやむすびが大ファンの大学生ブーチューバーの二人組。名作の家の前で動画を撮影していた時に偶然通りかかったボルトの熱意を感じトリオを結成した。モデルは実在のユーチューバで声優初挑戦の水溜りボンド本人たち。
初音ミク / HATSUNE MIKU
声 - 本人（初音ミク）
ライブで竜宮町内に来たVOCALOID。突然寿司屋の真似をしたりネギをかじったりするなど突飛な行動が目立つが、むすびやノキオは大ファンであるらしい。ビームや分身などのVOCALOIDには必要なさそうな機能が多いため、名作からは初音ミクのそっくりさんではないかと疑われていた。
ライオン
ハロウィンでむすびやノキオと一緒にいたライオン。
ダンゴムシ
声 - 尾崎由香
ボルトが拾ったネコ。庭の石をどけたらいたらしく、それに因んで名作達に「ダンゴムシ」というあだ名をつけられる。名作「吾輩は猫である」の主人公の猫と同じく人間の生態を鋭く観察しており、人間を愚かな生き物と思っている。第6期では春雨によって『100万回いいねされた猫』として預けられていたが弱愛しすぎた結果、春雨は生徒会の仕事に手が憑かなくなり、挙句の果てには生徒会をダンゴムシ専用部屋にしようとしたり校長にされそうになった。
鹿
避難訓練でボルトが乗って来たが、その後名作に校則違反だということで逃がされたが、名作達と共に避難訓練に参加していた。むすびを食べたこともある。
セイホー
声 - いとうせいこう
フリースタイルペンションに参加していたラッパー。スウィーツをラップで負かすものの、ATAMA先生には敗れた。実はATAMA先生と同様、ラップの時以外は気弱である。モデルはビットワールドの出演者のいとうせいこう本人であり、名作からはいとうせいこうではないかと指摘されるも本人はごまかしていた。
ゾース
声 - ソーズビー航洋
コラボアニメ「あはれ!ゾースくん」に登場。季節外れの月見で騒ぐスウィーツ達を注意するため名作くんの世界に入り込んだ。
巫女
声 - 佐倉綾音
竜宮神社の巫女。どことなくだらしない雰囲気をしており、物事を勝手に決めている。
干支たち
今年の干支を決める干支レーサーの選手たちで、モデルは『十二支』。イヌ代表のドーベルマン、ウシ代表のアメリカバイソン、ヒツジ代表のチーター、ネズミ代表の赤いスポーツカーに乗ったネズミなど。また、アメリカバイソンは本家同様2着となったもののスウィーツを跳ね飛ばした。
ターさん / TA-SAN
声 - 平子祐希（アルコ&ピース）
名作「ターザン」に憧れる男。元々は普通のサラリーマンだったが、ターザンに憧れて1週間前に森で自足自給の暮らしを始めた。ターザンのように叫ぶ癖がある。1週間後は再びサラリーマンに戻るものの、新しい仕事に憂鬱になっていた。
ネズミ
声 - 酒井健太（アルコ&ピース）
スキー場の穴に住んでいるネズミ。むすびに葛籠を盗られたが名作とスウィーツによって取り返された。ネズミはお礼として大きな葛籠と小さな葛籠のどちらかを2割引きで買わせようとした。モデルは名作「おむすびころりん」に登場するネズミ。
ウサギ
名作達が学芸会で演じていた「不思議な区」という名作に登場するウサギ。名作を不思議な区に迷い込ませた。明らかに怪しそうな見た目だが、本人は怪しくないと言っている。モデルは『不思議の国のアリス』に登場する白うさぎ。

#### 第3期登場（その他）
猿
声 - 江口拓也
スウィーツが発表した、桃太郎の話のお供として登場した猿。リアルに描かれており、鳴き声も猿そのものである。
ラスボス
ノキオシューティングのラスボス。犬派と猫派で顔が変わる。弱点はズボン。
焼き鳥
ノキオシューティングのザコ敵。塩派とタレ派で敵か味方か変わる。他にもねぎま、軟骨、すなぎも、チーズつくねなどがいる。
知らない人
声 - 山口勝平
名作達の前に突然現れた老人。今は亡き師匠のようなノリで登場し、知り合いでもないのにスウィーツと八木姉妹に助言をした。
女性
声 - 小野賢章
声のみで登場した寝台列車の乗客。車内に虫が入って来たので叫んでいたが、シャー田一はこれを勝手に殺人事件と解釈した。
ナレーション
声 - 江口拓也
ヒカル・キーホルダーがロボットアニメ風の展開を想像する際、冒頭と終盤に流れるナレーション。
小学生クイズの司会
声 - 三瓶由布子
むすびときりしたが出場したクイズ番組の司会者。出題した問題はクイズとは言えないものがほとんど。よその家の犬が好き。
忍者
声 - 江口拓也、関太（タイムマシーン3号）
忍者体験のスタッフを務める二人組の忍者。いきなり現れてむすびをさらった。その後は越後屋と悪代官に扮し、金箔にしたむすびを賄賂代わりに取引していた。
カレーポットの魔神 / Genie of the Saucepot
声 - 関太（タイムマシーン3号）
ボルトが拾ったカレーポットに入っていた魔神。名作「アラジンと魔法のランプ」のランプの魔神のように一人3つまでの願いを叶えることができるが、ルールブックの指示通りにしかできず、願いを勘違したりいい加減なことが多い。主に脅しとして使っているイカ関係の魔法はバリエーション豊富。名作達の願いを叶えた後、最終的にボルトのペットになった。
お菊
声 - 小野賢章
寺にある古井戸に住む幽霊。「夏のパンまつり」でパンを食べたら皿がもらえるキャンペーンに応募するためにシールを集めている。必要なシールが足りずに困っており、怪談「番長皿屋敷」のようにシールを数えていたが、スウィーツがシールを見つけたことで無事に応募できた。名作は当初むすび達の仕業と勘違いしていた。
文化祭の客
声 - 江口拓也、那須晃行（なすなかにし）
ボルトがマッチの火で見た空想に登場。ボルトのマッチ屋で大量のマッチを購入した。
ウィザー・ドー / WIZAR・DO
声 - 小野賢章
魔法小の学級委員。魔法を信じないノキオをクワガタに変え、名作達に魔法の指導をした。第107話では名作に名作物語の世界を体験してもらうべくスウィーツ達と協力して魔法の国ツアーを展開し、自身もイズの魔法使いを演じた。
白血球
声 - 那須晃行（なすなかにし）
名作の体内にいた白血球。見た目は名作そっくりだが、名作とは違いほぼボケ役。ウイルスと戦うのが役目だが、ウイルスと戦うほどの力はない。むすび・ノキオ・ボルトに風邪のウイルスと間違われ、ボルトにウイルスと共に叩きのめされた。名作がくしゃみをした際にむすびに代わる形で脱出してしまった。
風邪のウイルス
名作の体内にいた風邪のウイルス。名作が体調を崩していた原因でありボルトに白血球共々叩きのめされた。
洗濯に行く
声 - でんぱ組.inc
みりんちゃん（声&モデル - 古川未鈴）、りさちー（声&モデル - 相沢梨紗）、ねむきゅん（声&モデル - 夢眠ねむ）、えいたそ（声&モデル - 成瀬瑛美）、ピンキー!（声&モデル - 藤咲彩音）、ぺろりん（声&モデル - 鹿目凛）、所持金（声&モデル - 根本凪）の7名によるアイドルグループ。全員茹で汁オタクらしい。ファンのことを「祖父母」と言う。アイドルの持ち歌とは思えないほど嫌な曲名の歌を小声で歌っている。むすびはピンキー!、ノキオはえいたそのファンであり、付き添いで来た名作も最終的にぺろりんのファンになった。モデルのでんぱ組.incは全員声優初挑戦である。
西ノ山、東ノ海、東ノ西、山ノ西、東ノ口
竜宮小大相撲冬場所に参加した力士達。名前がややこしいものばかり。また、西ノ山は落とし穴を掘ったり、カネ太郎に賄賂で釣るなど卑怯。
ウィラポン・バンチャーメ
声 - 東ブクロ（さらば青春の光）
ムエタイの恰好をした竜宮小大相撲冬場所の参加選手。決勝戦まで勝ち進み、ボルトに勝利し優勝した。
ぶんぶ君 / BUNBU-KUN
声 - 佐倉綾音
スウィーツの家の隣に住んでおり、名作「分福茶釜」に憧れる狸の男の子。化けるのが得意だが、頭の上の葉っぱと尻尾はそのままである。スウィーツに頼まれて、本人やスウィーツの父の茶釜に化けた。
生き別れの兄
スウィーツが見ていたドラマの登場人物。サングラスを掛け、頭から羽が生え、タンクトップを3枚重ね着している。そのことに驚いた拍子にスウィーツは父の茶釜を壊してしまった。
ツンデレラの母と姉
声 - 寺島拓篤（母）、小野賢章（姉A）、江口拓也（姉B）
ツンデレラの家族。「シンデレラ」の継母とその娘の義姉二人のようにツンデレラをこき使っているが、実はメイクをした際のツンデレラ同様にツンデレである。
買えんサイダー
声 - 寺島拓篤
ノキオ・ボルト・つる公が大ファンのライダー系の変身ヒーロー。ヒーローらしいアクションや精神的な嫌がらせを駆使して戦う。ピンチの際にはゴールドフォームに変身するが、ゴールド化するのは腕部分だけ。ショーの後に名作が自身を批判した際には木から名作に向かって消しゴムを投げつけた。
プロペラ丸太ガム
声 - 江口拓也
買えんサイダーヒーローショーに出てきた怪人。プロペラと丸太とガムを合わせた外見をしている。買えんサイダーに好きな人が前に誰と付き合っていたのかを聞かされて倒された。ショーの後はお姉さんや買えんサイダーと共に木から名作達を見ていた。
お姉さん
声 - 大松絵美（エミリン）
買えんサイダーヒーローショーの司会を務める女性。一般のショー同様、怪人に襲われサイダーに助けてもらうが、なぜかそれを先に言う。
アリ
森で昆虫採集していた名作達が見つけたアリ。冬なので動いていない。これ以外にも片方だけの靴下やノキオが落書きで描いたカブトムシもいた。
ヘラクレスオオムカデ
声 - 江口拓也
スウィーツの家来の1つ目オオムカデ。見た目とは裏腹におとなしい性格。山でスウィーツが散歩させていたが、ノキオの仕掛けた罠にスウィーツが掛かっている最中に逃げ出した。第5期ではクラリネットを弁償するためにむすびが世話していたが逃がしてしまったが、Q&Aコーナーにて戻っていたことが判明した。
中村、佐藤
声 - 柳原哲也、平井善之（アメリカザリガニ）
関西弁で話す給食のおばちゃん二人組。会話の合間にペットボトル水のビジネスに関する話題を挟むことが多い。生徒達が好き嫌いをするため、適当な上に料理ですらないものを給食として作るようになった。名作達に自身が提案した給食の新メニューを品評してもらうが、メニューの一品としてむすびをおむすびにしてしまう。
ポチ
かつて竜宮小で飼われていた雄のアフリカゾウ。生活指導をしていたラッスィーを襲ったため飼育禁止にされた。リンゴが嫌いで寿司が大好物。少々頭が悪い。飼育禁止にされてからはむすびが学校に隠れて飼っていたが結局バレてしまい、最終的にむすびとスウィーツの説得に応じたスウィーツの父が飼育の件に関して竜宮小に話を付けることになった。元ネタは『かわいそうなぞう』のトンキー。
イヌジャナイ
声 - 澤田裕太郎
人気のV（ブーイ）チューバー。画面の中にしか存在しないはずだが、動画視聴中のマナーが悪いとパソコン側から話かけることもある。他人を色で呼ぶ。
デスメタルのボーカル
滅田駄作によって名作「桃太郎」が駄作になった際に登場。おじいさんやおばあさんと一緒に住んでいた。
2丁拳銃の刑事
滅田駄作によって名作「おむすびころりん」が駄作になった際に登場。勝手に2丁も拳銃を持ち出すなとおむすびの服を着た上司に怒鳴られていた。
白雪姫
ラッスィーによる名作の授業で登場した名作「白雪姫」の主人公。滅田駄作によって駄作になった際は、話の内容が「毒リンゴの早食い大会に優勝して王子様にドン引きされる」になっていた。
浦島太郎
声 - スーパー3助（にゃんこスター）
名作「浦島太郎」の主人公。滅田駄作によって駄作になった際は、玉手箱を開けたとき肌年齢だけがおじいさんになったり、駄作から亀を助けると剣に龍が絡みついたキーホルダーがもらえたり、玉手箱をもらったらフリマアプリに売るように言われていた。
桃太郎
声 - アンゴラ村長（にゃんこスター）
名作「桃太郎」の主人公。滅田駄作によって駄作になった際は、鬼ヶ島はペット禁止で入場料は6500円であることを駄作から聞かされていた。さらにお供をペット扱いするようになり、犬・猿・キジではなく、ひよこ・コンドル・ししゃもをお供にしていた。
鶴
声 - アンゴラ村長（にゃんこスター）
名作「鶴の恩返し」の主人公。滅田駄作によって駄作になった際は、罠に掛かった所をおじいさんの手術によって助けられたり、ワイヤレスイヤフォンを作ったほうが機織りよりも儲かると駄作から聞かされていた。
ピノキオ
声 - スーパー3助（にゃんこスター）
名作「ピノキオ」の主人公。滅田駄作によって駄作になった際は、嘘を付くと伸びる所が鼻ではなくTシャツの首元になっており、駄作からもらった大根で人をぶん殴ろうとした。
おじいさん
声 - スーパー3助（にゃんこスター）
名作「おむすびころりん」の主人公。滅田駄作によっておむすびではなく、小結を転がしそうになったが、名作達が駄作に追いついたことで被害を免れた。

#### 第4期登場（その他）
カブ
声 - コウメ太夫
農業体験1週間後に畑に生えたカブ。ボルトがプロテインをかけたせいで巨大なうえに喋るようになった。埋まっているためカブのように見えるが、実は大根のように長い。第5期でもつる公が花壇で安い肥料を使用した際に登場。
ジャガイモ、ニンジン、タマネギ
農業体験1週間後に畑に生えた野菜達。ボルトがプロテインをかけたせいで前述のカブのようになっていた。
面接に行かないといけない人
声 - 中西茂樹（なすなかにし）
カブを抜くためにボルトが呼んで来た人。後20分で面接が始まるので焦っており、カブを抜いた後は去っていった。
骨折している人
声 - 阿諏訪泰義
カブを抜くために面接に行かないといけない人が呼んで来た人。両腕を骨折しているものの、何の問題もなくカブを抜いていた。
背筋だけを鍛えている人
声 - 中西茂樹（なすなかにし）
カブを抜くために骨折している人が呼んで来た人。名前の通り背筋だけを鍛えている。
マグロ連合
声 - 江口拓也
むすびの弟達をカツアゲした不良2人組で、その名の通りバイクではなくマグロに乗っている。二人のうちサングラスをかけている方が主に喋っており、マスクしている方はほぼ無口である。最後は合体したむすびの弟達の下敷きになった。
偵察係、応援係
トンネル『松田名作』を作るためにつる公が呼び寄せた人達。映画『大脱走』のように250人いるが、その内の240人がこの役割を充てられた。
トノサマガエル、アマガエル、ウシガエル
増えすぎたために手土産と称してボルトが名作に押し付けようとしたカエル達。メイが機嫌を悪くする一因となり、メイが嵐を起こしたときは怯えていた。
ペンギン
脱出ゲームのためにシャー田一が体育倉庫で飼っていたペンギン。次の問題が描かれている赤い首輪をつけている。
つくね
声 - 山口勝平
むすび達飼育員が飼育小屋で飼っていた鶏。発育が良くないらしく、巨大化する薬をむすびが飲ませた所、同じく薬を飲んだボルトと同サイズになった。最後はボルトのパンチで成敗され、元に戻る薬を飲まされて元に戻った。
コーチ
つる公のクラスとの野球試合のために、ノキオが海外から呼び寄せた有名なコーチ。彼の指導のもと、C組は1か月も合宿しており、なおかつ給料が割勘だったため、むすびとボルトによるストライキが発生した。
鬼
声 - 那須晃行（なすなかにし）
ボルトの野球ボールを顔面に受け、気絶したノキオが見た地獄の夢に登場した。見た目も性格も名作にそっくりで、名作「蜘蛛の糸」の解説もした。ノキオに地獄で働くように脅したが、ボルトやむすびに詰め寄られて慌てるなど立場はあまり強くないらしい。ボルトとむすびがストライキを起こした際は自ら働いていた。名作同様苦労人ポジらしい。
枕投げ部の学生、おままごと同好会の学生
声 - 江口拓也、中西茂樹（なすなかにし）
天の川大学の学生。ボルトの肉体に見とれて自分の部や同好会へ誘った。
女子学生
声 - 芹澤優
天の川大学の女子学生。はく公の知り合いでつる公が彼の弟だと知り、可愛がっていた。
職員
声 - 小野友樹
音声のみで登場した天の川大学の職員。単位が足りないはく公に対してあと1回授業を休めば退学になると宣言した。
犬のおまわりさん
声 - 内田雄馬
童謡「犬のおまわりさん」に憧れる渋い顔をした犬の警察官。以前まではむすびの弟達が通う幼稚園がある隣町の刑事課に配属していたが、毎日密輸組織との銃撃戦だった。春から竜宮町に配置転換したのを機に迷子探し等のほっこりとした事件を待ち望むようになった。歌が上手く、事件解決の際には童謡「犬のおまわりさん」の替え歌を歌唱している。第148話ではツンデレラに家に来るように言われた名作に動揺したスウィーツが彼を呼ぼうとした。第5期ではメイが通うことになった保育園の近辺をパトロールしていた。
人魚姉さん / MERMAID LADY
声 - 芹澤優
名作「人魚姫」に憧れるライフセーバーの人魚。仕事ついでに王子様を探しており、イケメンや金持ちが好きという不純な一面がある。本人曰く平成生まれであり、「おばさん」呼ばわりされるのを嫌う。ビーチにサメが出現した時は遊園禁止にしたが、サメを退治をした名作達の実力を認め、ビーチを解放した。
社長の息子
かつて人魚が純粋に好きだった人物。過去にいろいろあって諦めていたが、ボルトの説得で告白に行くことになった。しかし、親の会社が潰れていた上に車が安そうだったため、告白する前に逃げて来た。
サメ
声 - 江口拓也
名作達が人魚に出会った次の日にビーチに現れたサメ。スウィーツがむすびの米を餌に釣りあげた後、ボルトによって成敗された。スウィーツはその際、サメに噛まれており被り物に歯型が残っていた。元ネタは映画「ジョーズ」。
ごま油うまし
むすびがのどを自慢する大会で歌った「冬の日本海は意外とサーファー多い」のオリジナル歌手。むすびとボルトが大ファンで、天才中高年演歌歌手と言われている。
Jさん
声 - 安元洋貴
竜宮自然公園キャンプ場の管理人。オフホワイトのマスクを被っており、チェーンソーを常に所持している。夜に木を切ることもあり、その最中に食虫植物に襲われていたスウィーツを助けたこともある。元ネタは映画「13日の金曜日」のジェイソン・ボーヒーズ。
貧乏神 / BINBOGAMI
声 - 安元洋貴
スウィーツ親子に質素に暮らすことの大切さを教えるため御尻川家に取り憑いた貧乏神。その名の通り、取り憑いた人間やその家族を不幸にする。神々しい効果音と共に現れ、スウィーツに父親の会社が倒産したのを自身のせいであると説明した。スウィーツ親子が質素に暮らすことの大切さ知った時は車で去った音と共に去って行った。
ヤギ
メイのワープ先であるアルプスに住んでいるヤギ。ノキオの口笛で集まってきたが、ノキオの服とむすびを食べてしまった。
木
声 - 中西茂樹（なすなかにし）、小野賢章
トンネル『松田名作』に落ちていた名作がメイからもらった種から生えた木。ボルトやスウィーツの秘密を叫んでいる。
ヘビ
声 - 江口拓也
下校中の寝太郎に噛み付いたヘビ。寝起きの寝太郎はこのことを覚えていたため、寝太郎は名作達に寝たふりをしていると思われた。
たなかたろう
ノキオとむすびのラジオにお便りを送ってきたリスナー。ラジオネームは「恋するノウサギ」。43歳の派遣社員でありながら、文中では17歳の女子高生を名乗っていた。お便りの内容は恋愛相談であり、それに関してノキオからふわっとしたアドバイスを送られた。
リスナー
ノキオとむすびのラジオにお便りを送ってきたリスナー。おにぎりが好きらしいが、「おにぎり」という言葉を聞いて怒ったむすびに手紙を破られた。
おばあさん
声 - 佐倉綾音
キノコ狩りに来た名作達が泊まった民宿の老婆。宿泊代3000円を払わずに逃げた名作達を山姥の如く追いかけた。
天使
声 - 佐藤優樹　
寝不足のノキオを死亡したと勘違いして迎えに来た。その後、悪魔とどちらかが迎えるのかで揉めていたが、不正をしたのにコンクールで落選してショックを受けたラッスィーの時は悪魔と共に迎えに来た。元ネタは名作『フランダースの犬』のラストシーンに登場する天使。
悪魔
声 - 佐藤優樹
寝不足のノキオを死亡したと勘違いして天使の後に迎えに来た。その後、天使とどちらかが迎えるのかで揉めていたが、不正をしたのにコンクールで落選してショックを受けたラッスィーの時は天使と共に迎えに来た。
鳥
声 - 小野賢章
Q&Aコーナーに登場した鳥。つる公と会話していたが、何らかの理由で彼に怒っていた。
車掌
声 - 諏訪部順一
銀河鉄道の車掌。切符代わりのテストを彼に見せると、点数にによって様々な表情になる。元ネタは『銀河鉄道999』の車掌。
アナウンス
声 - 前野智昭
竜宮小こども楽団コンサートが行われている会場内のアナウンス。
河童
声 - 前野智昭、江口拓也
ため池に住んでいる二匹の河童。二匹共に見た目がボルトに似ている。頭の皿の水がこぼれたり、頭の皿に汚い水を入れると力が出なくなる。人間達が池を汚したために住めなくなり、自分達にそっくりなボルトと入れ替わり生きようとした。その内の一匹がボルトとの相撲に負けた後は反省し、河童達から話を聞いた名作達も改めて池を綺麗に掃除するようになった。第6期ではボルトが一瞬河童になるシーンがある。
使者
声 - 福山潤、溜口佑太朗（ラブレターズ）
メイを迎えに来た月の使者。ウサギの様な容姿をしている。「メイがイカの塩辛と鮟肝のおいしさがわかる歳になったら迎えに来ます」という手紙と供に名作達にメイを託した。コロッケ目当てに世界征服を企む程のコロッケ好きだが、名作とメイの兄妹愛には敵わず敗北した。第6期ではメイを応援するためにみみながおじさん名義でノートと鉛筆をメイに送った。
月の住人
声 - 江口拓也
月にいたウサギの様な人。名作達にメイと使者達が世界征服を企んでいることや、彼らの住んでいるアパートの場所を教えた。

#### 第5期登場（その他）
子ガメ
声 - 阿諏訪泰義、 佐藤優樹
ピザとナポリタンの食品サンプルを使って少年をいじめていた2匹の子ガメ。ボルトの出現に怯えて逃げていった。
少年
声 - 花江夏樹
子ガメにいじめられていたところをボルトに助けられた少年。常に笑顔だが、声が時折不気味になる。瞬間移動やテレパシーなど、超能力ができる。助けられたお礼に3日間ボルトと遊んだり、カニの食品サンプルが入った玉手箱を渡した。竜宮第一公園に行った時は同じ超能力者であるメイと対決。彼女を危険な遊び（回転ジャングルジムやシーソーみたいなブランコ）に誘おうしようとしたが、振り切られた。メイのような超能力者同士で会話する場合、テレパシーを使用しているが、内容を理解できない名作は少年をメイの友達と勘違いしていた。
まさし
声 - 江口拓也
メイが入園した保育園の園児。一見親分のようだがしゅんの子分で、よく威張っている。メイに対して昼寝をできなくしてやると脅したため、超能力で三角の積木を額に当てられた。それ以降メイには引いていたが、翌日メイがありのままに超能力を披露したことで仲良くなれた。
しゅん
声 - 小野賢章
メイが入園した保育園の園児。目が前髪で隠れており、子分のまさしと共に行動している。名作達には一見子分と間違えられた。
大蛸
算数のテストを盗もうとした名作達がラッスィーに見つかりそうになった時、スウィーツが用意した巨大なタコ。ノキオが走って逃げた翌日にはラッスィーと春雨に職員室で大暴れした犯人と間違えられ、ラッスィーによって釜茹でにして食べられた。
きしょい花
声 - 濱野大輝
母の日につる公がママ公にプレゼントしようとしたカーネーションの代わりに育ってしまった花。カラフルで人間の口のような物があるという不気味な見た目で、下品な笑い方をする。つる公が花壇で安い肥料を使用した際にも登場した。
レンタルビデオ屋店員
声 - 濱野大輝
ノキオが名作達と家出する前に借りてきたDVDの返却先であるレンタルビデオ屋の店員。ノキオが借りたDVDの返却を待っており、「スタンド・バイ・ミー」風のナレーションをしながらずっと名作達についてきていた。
ボスとザコ
声 - 山口勝平、金子学
スウィーツをさらった集団。両者共に戦う時は卑怯な手段を使わず、正々堂々と戦う。ザコは名作達にスウィーツが五十重塔の頂上にいることや五十重塔の仕組みを説明した。ボスはボルトのパンチであっさり倒された後、自分達よりも強い者が集う武術トーナメントが開かれている島にスウィーツを拉致したことを明かした。
きつね
声 - 高木友梨香
きつねの家具屋の店員であるキツネ。本人は動物にも人間にも家具を売ってくれるほど優しいが、テーブルを買いに来た名作とメイの前では人間に対しては過激な性格を装っていた。劇中では鏡越しで名作とメイに対面しているためか顔が描かれていない。元ネタは名作『手袋を買いに』の手袋を買うキツネ。
怪人一一十面相
声 - 那須晃行（なすなかにし）
御尻川家の家宝「モナリザの唾」を盗もうとした怪盗。名作に変装して「モナリザの唾」を盗んだが、シャー田一によって正体を見破られた。その後逃走しようとしたが、話を聞いて駆け付けた名作本人もろとも捕まった。元ネタは怪人二十面相。
大型犬
声 - 笑福亭茶光
ジャッ君が飼っている犬。4人家族の家の冷蔵庫より大きく、「金の卵を産むニワトリの卵」の番もしている。元ネタは「ジャックと豆の木」に登場する、金の卵を産むニワトリを飼っている大男。
宅配便の人
声 - 笑福亭茶光
名作が頼んだ「ハッピーブルーベリーグルコサミン青汁」を届けにきた。ラップ口調で喋る。ハンコをもらいに松田家にあがったがメイが仕掛けた罠にかかってしまい、スウィーツとメイから泥棒と思われた。
つみれ
声 - 西山宏太朗
おかかの大学時代の知り合いであるつみれ。結婚のためにお金を貯める程おかかに惚れており、たらことの結婚式の乱入してまで彼女と逃げようとした。しかし、貯めた金額を聞いた途端に彼女に断れたばかりかむすび家の家族愛には勝てず泣きながら去って行った。
ビーフン
声 - 江口拓也
おかかの大学時代の知り合いであるビーフン。つみれ同様おかかに惚れており、つみれが来た後に結婚式に乱入し、おかかと逃げようとしていたが、むすび一家に拒否された。つみれによれば大学時代に山に行った時はおかきと喧嘩して一人で車に乗ったり（結果おかか達は3日間もかけて下山するはめになった）、真昼間からバーベキューの最中に怪談話をしたりしていたらしい。
おかき、はんぺん、あられ
おかかの大学時代の知り合いの食べ物達。はんぺんとあられは名前のみ登場。おかきは大学時代に山に行った時、ビーフンと喧嘩したせいでおかか達共々ひどい目にあった。
花子3姉妹
声 - 江口拓也、小野賢章、中西茂樹（なすなかにし）
旧校舎のトイレに現れる物の怪の3姉妹。旧校舎の真ん中のトイレをたたくと出てきて、ノックした人物を個室にひきずりこませる。真相を確かめるべく旧校舎のトイレに潜入した名作を変態扱いしており、知り合いのボルトにそのことを広めさせようとした。元ネタは「トイレの花子さん」。
フナムシ
声 - 佐藤優樹
メイによって小さくなった名作達の前に現れたフナムシ。あまりにもリアルすぎたので人形との区別がつかず、突然の出現に驚いた名作が気絶してしまった。
未来人
声 - 西山宏太朗（10年後・30年後）、江口拓也（20年後）
それぞれの未来から来た人達。名作と顔は似ているが血縁関係はない赤の他人である。10年後と20年後は何故か名作や名作の父より老けており、30年後は若返っている。3人とも背中に新潟型の痣があり、10年後から来た人が始めた商売について話し合っていた。最終的にボルトのことは知らなかったことや、名作本人に痣が無かったことで名作が自分達の若い頃の姿で無いことに気付き、元の時代に帰っていった。
クイズ解っく
声 - 伊沢拓司（イザワ）、須貝駿貴（スガイ）、ふくらP（フクラ）
クイズ集団。リーダーでありクイズ王のイザワ（声＆モデル - 伊沢拓司）、いちばん元気なナイスガイのスガイ（声＆モデル - 須貝駿貴）、野菜嫌いのプロデューサーのフクラ（声＆モデル - ふくらP）の三人。名作達やきりしたとのクイズ対決で勝てるほど頭がよいが、彼らとクイズ対決をして負けた者は何故か焼かれてしまう。モデルは実在するクイズ系ユーチューバーのQuizKnockで全員声優初挑戦。
星の王女
声 - 佐倉綾音
とある星の王女様。一見少年のようで一人称も「ボク」だがれっきとした少女で、名作から王子様と思われていた。代金の請求から逃げるため放浪していたが、メイのワープで故郷の星に帰ることができた。元ネタは『星の王子さま』。
サンタクロース
声 - 中西茂樹（なすなかにし）
ツンデレラの知り合いの老人。クリスマスなると子供達にプレゼントを配る仕事をしているが、今年は腰を痛めたため、代わりに名作とツンデレラがプレゼントを配ることになった。基本的にメイの様な良い子にはプレゼントをあげているが、悪い子にはにはゴミをあげている。
トナカイ
サンタクロースの相棒である赤鼻のトナカイ。クリスマスなるとソリを引っ張っているが、今年は腰を痛めたサンタクロースをマッサージしていた。
作業員
声 - 小野賢章
名作達が遊んでいた工事現場の作業員。名作達に気付かずに作業していたが、名作達が帰ろうとした際にようやく存在に気付き、彼らにここは立入禁止だということを注意した。しかしそのせいで、名作達の動きがスローになってしまった。
砂糖水男、ドリル男、壺男
雨女先生が引っかかったクソ男達。砂糖水男は全身に砂糖水を塗っているため、全身に蟻が寄ってきている。ドリル男は何故か両手がドリルになっている危険な人。壺男は壺が好きすぎて壺を頭に被っており、高価な壺を売りつけてくる。
しゃもじ男
ノキオの知り合いで、彼曰く「晴れ男」。顔はイケメンだが、両手がしゃもじなっている。ノキオは彼を雨女先生に紹介したせいで、鬼教師の居残り授業を受ける羽目になった。
宇宙人
声 - 小野賢章
メイが名作と父に内緒で飼っていた宇宙人。見た目の割には指を光らせたり、宇宙船（自転車）を作ることしかできない。見た目に合った能力が余りないことをノキオ達にいじられたのがショックになり、宇宙船（自転車）に乗って『E.T.』の如く故郷の星へ帰っていった。
長靴
声 - 花江夏樹
春雨がいつも履いている長靴に憑りついている怨霊。自身を履いた者を妖刀の如く、徐々に心を乗っ取ってしまう。春雨の演説中に本性を現し学校をメチャクチャにしようと目論んだが、名作の説得により春雨が考えを変えたため、嘘の断末魔を言い残し消滅した。

#### 第6期登場（その他）
王様
声 - 江口拓也
異世界王国に住む王様。自分の国を魔王から守るべく、召喚士を使ってあらゆる世界から勇者候補を集めている。呼び出された名作達に期待していたが、外れと判明した途端に城から追い出した。
召喚士
声 - 天﨑滉平
王様の部下。召喚魔法を使ってあらゆる世界から勇者候補を召喚している。
スライム
城から追い出された名作達の前に現れたモンスター。見た目の割にやたら強く、名作達をゲームオーバーに追い込んだ。
シスター
声 - 佐藤優樹
ゲームオーバーの際に現れたシスター。名作達のこれまでの冒険をセーブし、ノキオの選択により名作達を竜宮町に返した。
ドクター鼻男
声 - 天﨑滉平
ウイルスが蔓延している世界に住む男。医者のような容姿をしており、関西弁で喋る。元ネタは『ドクターマリオ』。
クジラ
池に現れた巨大なクジラ。名作達をはじめ、様々な食べ物や名作の家を飲み込んだ。元ネタは『ピノキオ』に出てくるモンストロ。
ドジョウ
声 - 森永たえこ
池に暮らしているドジョウ。寂しがりな性格で、池に転がってきたむすびと一緒に夜までゲームをして遊んだ。元ネタは童話『どんぐりころころ』の歌詞に登場するドジョウ。
子供達
声 - 森永たえこ、江口拓也、中西茂樹（なすなかにし）、阿諏訪泰義
竜宮第一公園にいた子供達。駄作の作った紙芝居を見せられて不満を抱いていたが、当の本人は最終的に駄作と言われて喜んでいた。
幽霊
声 - 小野大輔
幽霊退治をすることになった名作達の前に現れた幽霊。名作達が調査のために訪れた館の元持ち主だが、20年前の入居予定の日に何らかの原因で死亡。それ以来館が汚くなっていくのが気になって成仏できなかったが、ボルトが渋々館を掃除したことで怨念が消え、成仏していった。ボルトからは終始悪霊扱いされており、成仏の時も掃除機で吸い込もうとした。
依頼主
声 - 金子学
名作達に幽霊退治を依頼した人物。その後名作達の評判を口コミで広めたが、任務内容から彼らを掃除屋と勘違いしていたため掃除の仕事がくるようになった。
オオカミ
声 - 日野聡
名作に雇われたベビーシッター。スウィーツ達との赤ずきんごっこに付き合った。元ネタは『赤ずきん』に登場するオオカミ。
ドラゴン
異世界王国にいたドラゴン。名作達が倒そうとしたものの、結局劇中では倒されなかった。最終回では魔王と共に竜宮町に現れたものの、メイを怯えさせただけで特に何かをするわけでもなく、魔王が去った後もそのまま竜宮町に残った。
ネズミ達
竜宮小に現れた大量のネズミ。つる公のリコーダーの音によって春雨と共に竜宮小から出て行った。元ネタは『ハーメルンの笛吹き男』に登場するネズミの大群。
竜宮すし店主
声 - 金子学
ボルトが自由研究の一環で弟子入りしようとした寿司屋。ボルトの弟子入りを一度は断ったものの、熱意に負けて弟子入りを受けようとしたが、変な条件を出したボルトに振り回され、結局弟子入りを拒否した。
店員
声 - 橋本ちなみ
自由研究の一環でボルトが訪れた花屋の店員。ボルトが購入した花の花言葉を教えた。
客
声 - 江口拓也
自由研究の一環でボルトが始めた接待占いの客。ボルトの妙な占いに満足していた。
うた島太郎
声 - ゆゆうた
音楽系ブーチューバー。名作達の前に現れ、童謡「浦島太郎」の歌詞を思い出せないボルトのために自身の実話を盛り込みながら童謡「浦島太郎」の替え歌を歌った。モデルは実在する音楽ユーチューバーで声優初挑戦のゆゆうた本人。
イヌストラクター
声 - 小野賢章
フィットネスゲーム風の世界に住むインストラクター。ダイエットに失敗すると消滅するほどのすごい責任感を持つ。
敵
声 - 江口拓也
フィットネスゲーム風の世界の敵。攻撃方法はスクワットだが、「イージー（悪）モード」では無限に回復するため、全くの無意味である。
ニワトリとネズミ
声 - はじめまして松尾です
松尾ですのアニメに登場するニワトリとネズミ。2匹とも独特で本編では名作『青い鳥』の如く、青いペンキを被った状態で登場。突然名作達の前に現れ幸せについて語った後、Twitterの呟きで5億リツイートしたいというむすびのために名作達を幸せの国（SNS）へ誘った。
ペケッツ、二階堂ルイ、豪恩寺ハヤト
声 - 森永千才（ペケッツ）、篠田有香（ルイ）、綾瀬貴尋（ハヤト）
Webアニメ『ペケペケ!ペケッツくん』からのゲスト。名作くんのコラボ企画で「学校あるある」と「昔話あるある」を披露した。前者では後になるに連れて進行が雑になって行った挙句最後は竜宮小でしかありえないことを紹介され、後者ではコラボ記念の合同芝居の練習中に起こった出来事をそのまま芝居にした結果、名作に突っ込まれた。
携帯ペットを育てるおもちゃ、音に反応して動くおもちゃ、ハデな色のバネみたいなおもちゃ
声 - 中西茂樹（なすなかにし）、佐倉綾音、小野賢章
名作から童謡「おもちゃのチャチャチャ」を聞かされたメイの超能力で命を与えられた玩具達。名作は彼らに縛られてしまったが、プリントを届けに来たむすび達に助けられた。音に反応するおもちゃは下記のおもちゃにむすび達が襲われた後も、携帯ペットおもちゃの命令でメイを説得するために「おもちゃのチャチャチャ」を歌っていた名作を妨害した。
ビー玉を飛ばして戦うおもちゃ、たった1個のミニゲームしかできない小さいゲーム機、ただ回すだけのおもちゃ
メイの超能力で命を与えられた玩具達。上記の玩具達と共に忘れられた恨みを晴らそうとむすび達を襲撃した。彼らの攻撃を受けたむすび達は「痛い、そして懐かしい。」と思った。
妖精
声 - 篠原侑
ベツセカイ王国から来た妖精。20歳なのに学校に行っておらず、働こうともしない弟や彼氏がいる。名作やメイを伝説の勇者と称え、ベツセカイ王国の様々な危機を救ってもらおうとした。
スペースファイター
声 - 林勇
シューティングゲームの世界におり、宇宙服を着ている。悪い野菜からコロニーを守るために戦っているが、武器は光線銃しかない。ノキオにノキオシューティングで悪い野菜を退治してもらったが、プレイ結果に怒ったノキオに追い回された。
魔王
声 - 渡辺徹
異世界王国のラスボス。その正体はゲーム初心者のイライラした心が実体化したもの（いわゆるバグ）。異世界王国での戦いではスウィーツの放った魔法のせいで風邪をひいてしまい敗北。その後も懲りずに様々なゲームの世界を支配しようとしたが、ゲームの内容をほとんど理解していなかったため自滅した。しかし名作達とゲームをプレイしていくうちにゲームの楽しさを知り満足して去って行った。

#### 竜宮中編登場（その他）
もう出ない子
声 - 久保ユリカ
竜宮中に登校しようとした名作とぶつかった女子。大量の伏線を張りながら名作の前でハンカチを落として去っていったが、名前の通りその後は登場せずに話が終わった。
病気の少年
声 - 久保ユリカ
名作によくある場面を体験する授業で、「野球選手が病気の子供とホームランを約束するシーン」に登場。大学野球選手でセカンドの8番バッターという設定のボルトとの変な約束に困惑していた。
友人
声 - 小野賢章
「地元を離れる男と友人との約束のシーン」に登場。なぜか東京ではなく茨城や埼玉に行こうとするノキオに困惑していた。
マフィア
声 - 中西茂樹（なすなかにし）
「銃を向けられた時に『安全装置が外れてないぜ』って返すシーン」に登場。つる公に銃の安全装置が外れてないことと靴の中に10円玉を入れると消臭効果があることを教えられた。
悪魔、鬼、堕天使、ボクサー
声 - 木村昴、阿諏訪泰義、佐藤優樹、江口拓也
「財布を拾ったら天使と悪魔が出てきて悩むシーン」に登場。むすびの心の中の存在であり、むすびに財布の中身を盗らせようとしたり、持ち主を見つけてぶん殴らせようとした。
しげる、さちこ、体操のおじいさん
声 - 中西茂樹（なすなかにし）、久保ユリカ
メイがエキストラとして出演したおばあちゃんといっしょという番組の出演者達。3人とも体力は普通の老人と大して変わらない。
レッド
声 - ひよぴよ
素人戦隊ビギナーズラックの一人。普段はコンビニで働いているが、理由もなく勝手に休んだりする等、店長を振り回している。
ブルー
声 - ARROWLINK(株)
素人戦隊ビギナーズラックの一人。普段は魚に触れないくせに魚屋で働いてる。
イエロー
声 - 大咲璃夏
素人戦隊ビギナーズラックの一人。普段は花の名前を知らないくせに花屋で働いてる。メンバーからのラインを無視したり、戦闘中にトイレに行こうとする等、勝手な行動が多い。
グリーン、パープル、ピンク
声 - 林田ゆずか、万莉、宝音
素人戦隊ビギナーズラックのメンバー達。店長が怪人となって2日後に集結した。普段の職業はグリーンはサラリーマンだが、パープルとピンクは働いていない一般人である。
店長
声 - まっつん
レッドが働いているコンビニの店長。店長ゆえにレッドに振り回されたり、妻子に無視されたりする等、不憫な日々を過ごしている。そのストレスからヤトワレテンチョーという名の怪人になったり、巨大化したりして暴れ回ったが、ビギナーズラックが呼んだビギナーロボによって結果的に一番のストレスだった無断駐車の車を潰してくれたことにより感謝しながら消滅した。
ニワトリ、ステゴサウルス
竜宮中で風邪が流行ってるのに名作達やダブルパンチ超と同じように休まなかった生徒たち。鳴き声は金子が演じたニワトリとメインキャラクターとつる公の声優が演じたステゴサウルスはアドリブである。
クロコダイル、タランチュラ
「モモゲーム」の猛獣サバイバルに登場した2匹の猛獣。クロコダイルを選んだ場合は襲われてゲームオーバーになるが、タランチュラを選んだ場合は毒が微弱であるため、死に至ることはなくクリアとなる。
ちびギドラ
声 - 江口拓也
『ちびゴジラの逆襲』とのコラボ出演として登場。つる公と同じ声優が演じており、お互いに主役じゃないと突っ込みし合う。

## 用語

### 施設・場所・建物
竜宮町
本作の主な舞台となっている。ボルトいわく昔は海だったが、今は埋め立てられている。登場人物は海外のように室内でも靴を履いている。名前の由来は愛知県名古屋市にある同名の町であり、特産品も愛知のものばかりである。
隣町
竜宮町の隣にある町でとにかく治安が悪い。地図記号はほとんど野犬とナイフばかりである。

#### 小学校関連
竜宮小
正式名称は竜宮小学校。名作物語のキャラクターを目指す生徒達が通う小学校。6年生になると馬通学が可能になるらしい。一般的な小学校とは違い、10年生まで存在する。学費は毛ガニより安く、給食費は麦茶よりも安いが、その分教科書代は高い。校則には変なものが多く、名作もそれを考えた生徒会を心配していた。モデルは浦島太郎の竜宮城で、木のかわりにサンゴなどが生えている。グラウンドは非常に広い。卒業生にタイソンがいる。元々生徒会はなかったが、春雨が力押しでラッスィーに交渉した結果、選挙もせずに春雨自身が会長となって急遽設立された。
竜宮小の教室
竜宮小学びの場。名作達が6年生以降所属しているC組はラッスィー曰くおちこぼれの集まりらしい。黒板の周りには名作にちなんだ物があり、時計はサルバドール・ダリの絵画記憶の固執に描かれている「柔らかい時計」をモチーフとしている。後ろの黒板には絵しりとり等の落書きが描かれており、シーズンごとに落書きが変わる。「ももたろも」等と書かれている習字が飾られている。
調理室
家庭科の授業で調理実習をする場所。
運動場
グラウンドが非常に広く1周で2キロもある。
文福茶釜の茶釜
スウィーツが給食費を無くしたと思い込んでいた時、カネ太郎が盗んだ茶釜。事件解決後、カネ太郎は茶釜の件の口止め料として名作に500円払おうとしていた。
保健室
身体測定が行われる場所。
学校の49不思議
竜宮小にある七不思議。7つあり合計で49個。消える教科書や朝に走る人体模型などよくありそうな出来事や怖くないものばかり。ボルトによるとある生徒から聞いたらしい。
修学旅行
竜宮小の行事の一つ普段は積立金が安く近所のうどん屋に行くらしいが、名作達は5年生のときに行いネバネバランドへ行き先を無理やり変えた。
部
ボルトがスポ根ものに影響を受けて立ち上げた部活。スポ根のアピールで演劇をしたり文化祭でマッチを売ったり部費で巨大な鉄の塊を買おうとしたりするなど活動内容はよく分からない。1度だけ演劇部になったがその後また何部でもないただの「部」に戻った。
図書室
本を読んだり貸し借りができる場所。名作のお気に入りの場所でもある。
会議室
取り調べやPTA会議が行われる場所。
避難訓練
竜宮小の行事の一つ。一般的な小学校で行う物と同じであるが、名作達の指摘でアナウンスが火元の設定を変えるなど、明らかに避難訓練らしくない。名作達のクラスは校庭に避難するのに8時間もかかった。
ガソリン石炭マッチ室
避難訓練で火元の設定を変える際に出てきた3階にある危なそうな場所。
洞窟
竜宮小の体育館の裏にある洞窟。中には蛍光灯や自動ドアなどがあり、扉は職員室に繋がっている。学芸会ではネタとして使われた。
職員室
洞窟に繋がっている。先生や他の生徒はそこから出入りしている。セキュリティーが甘く、算数のテストを盗むために名作達が忍び込んだこともある。「あはれ あはれる あはれなり」と書かれた紙が飾ってある。
学芸会
竜宮小の行事の一つ名作たちのクラスは「不思議の区の名作」という劇を行った。
理科準備室
例年6年生を送る会が行われるところ。
体育館
一般の学校同様、大型イベントや体育の授業で使用される施設。シャー田一が仕掛けた脱出ゲームの舞台にもなった。
6年生を送る会
竜宮小の行事の一つ。普段は理科準備室で行うが、使えない場合は体育館で行う。一般的な小学校で行う卒業式と同じノリで行うが、終了後はそのまま7年生になるので基本的は終業式と変わらない。
竜宮小校歌
6年生を送る会で名作達が歌った。歌詞の内容はほとんど学費に関することで、名作から「どんな校歌だよ!」と突っ込まれた。歌詞は全部で3番まである。
三係志
名作が休んでいる間に掃除係、美化係、ゴミ捨て係を決めようとしたが、仕事が被ったので係長のむすび・ノキオ・ボルトが喧嘩になり、係のクラスが三つに分かれた状態をスウィーツが三国志をもじってこう呼んでいた。最後は3人とも名作の説得と桃園の誓いで和解し、名作をリーダーにして係を押し付けた。
松田名作
つる公達が映画『大脱走』を元に作ったトンネル。名前の由来は松田名作であるが、彼自身は工事に参加してない。つる公がコンビニに公共料金を払いに行くために使ったが、繋がった先は公共料金が払えないタイプのコンビニだった。ボルトが秘密を叫ぶために使用したこともある。
飼育小屋
一般の学校同様と同じく鶏をここで飼育している。一般の学校と違い野犬やゾウも飼育しているが、ゾウに関してはラッスィーを襲ったことで飼育禁止になった。飼育禁止にされてからはむすびがゾウを鶏に変装させ、学校に隠れてここで飼育していたが結局バレてしまった。
巨大二宮金次郎像
ボルトが途中で作って埋めたロボットのような像。デザインは本家のものと大きくかけ離れており、右腕だけ巨大である。ノキオやヒカル・キーホルダーは合体ロボットと思っており、ヒカル・キーホルダーの想像シーンでは右腕以外の部品も登場した。
学級新聞
校長が思い付きでC組に提案した。チームは1班4人。スウィーツは社会面を担当、何故か父親の不正な金の取り引きを記事にしていた。ボルトはスポーツ欄を担当、サッカー部のキャプテンにインタビューしたが、キャプテンは質問に対して「はい」としか答えなかった。ノキオは芸能欄を担当、自身の嘘の熱愛記事を書いていた。むすびは4コマ漫画を担当、台詞は使いまわしで、最終的にが転がり続けたおむすびが消えるというシュールな展開であった。何故か学年の枠を越えつる公も参加しており、自身のクラスの時間割をテレビ欄風に描いた。名作の新聞は校長が飽きたので発表されず、それに対して名作は不満のツッコミを入れた。
放送室
ノキオ達が「竜宮小RADIO」というラジオ放送を行った場所。普段はここから校内放送が流れており、何故か教室からの声も聞こえる。
ビラ配り部
つる公が所属している部。コンサートではクラシックをBGMに練習風景等が登場した。名前の通りビラを配っているだけなのにかなりハードな活動を行っている。天の川大学にも同じサークルがあり、つる公の兄・はく公が所属している。
裁判所
学校内にある裁判所で、裁判官はラッスィーが担当。スウィーツが食べようとしていた牡蠣の行方を巡って裁判が行われた。
生徒会室
春雨率いる生徒会がいる場所。初代の物はプール裏にある草ボーボーのところにあったが、潜入していたボルトによって爆破された。数か月後には、元に戻っていた。
生徒会選挙
竜宮小の行事の一つで、毎年3月に行われる。スウィーツ達によって無理やり出馬させられた名作と春雨がこの行事で決着を付ける予定であったが、春雨の演説中に長靴の怨霊が暴走し始めたため、有耶無耶になった。生徒会長は今回の騒動を垣間見た名作が辞退したため、春雨が正式に就任した。
野球部、サッカー部、ゲートボール焼き肉部
名作達が部の部費を決め直すときに、デッパーが出した選択肢の中にあった部活。ゲートボール焼き肉部はどんな部活か名作達もよく分かっていなかった。
旧校舎
花子三姉妹がいるトイレがある校舎。今は使われておらず、勝手に入ると退学になる。
全校集会
毎週月曜に行われる集会。普段は校長が行っているが、ある日の集会は春雨が代わりに行った。どちらも話が長く、校長の場合はむすび曰く「貧血で倒れた生徒が復帰しても話が続いていた」とのこと。
お稲荷さん研究部、馬齢部
春雨が全校集会の中で表彰した部活。お稲荷さん研究部は大会で70位に入賞し、ハンドボール全国大会でも優勝するほどの実力を持っている。馬齢部は馬の年齢を当てる部活であり、大会では8位に入賞した。

#### 中学校関連
竜宮中
名作たちが進学した中学校で、正式名称は竜宮中学校。宮殿のような外見で、周囲には富士山や自由の女神像、ピサの斜塔やピラミッドなどがある。名作によくある場面を体験したりする等、小学校の時とは一味違った授業がある。竜宮小と同じく、元々生徒会はなかったが、ドクロの指輪のせいで闇落ちした春雨によって設立された。
年間目標
クラスによって定められているもの。その内容は竜宮中編配信中にYouTubeチャンネル登録者を50万人にすることであり、守れなかった場合は死ぬほど恥ずかしい罰ゲームがある。最終的には目標を達成できなかったため、一部の場面が違法アップロード風の映像になったり、名作達が様々な格好にされる罰ゲームを受けることになった。
ポスター
ノキオが美術の宿題で描いたポスター。地球の周りで手を繋いでいる人々が描かれている物と、木こりとリスが描かれている物の2種類がある。ノキオがメッセージを思いつかなかったため、スウィーツ達から様々な案を出されたが全て名作に突っ込まれダメ出しされ、最終的には名作が突っ込んだうちの一つがメッセージとなった。

#### 家
名作の家
名作の自宅。劇中に登場した「ブーチューバー」達はよく家の前で動画を撮影しており、名作の部屋はみずたまりぼんどとボルトから汚い部屋呼ばわりされた。月の使者が呼んだ引っ越し業者（声 - 溜口佑太朗（ラブレターズ））によってメイと共に家具を持ってかれており、メイが月から帰還した後も返してもらっていない。
むすびの家
名作「おむすびころりん」を再現しており、玄関は穴になっている。中は純和風な造りの豪華な家。部屋が狭い。
スウィーツの家
和風の家。竜宮小からは30秒の距離にあり、隣にはぶんぶ君の家がある。庭はかなり広く、柿ならぬ牡蠣が取れる。玄関前には監視カメラがある。
ノキオの家
ノキオとパペットじいさんが暮らしている研究所。マフィンのような外見。よく部屋が散らかっている。ガリガリバーが旅行に行くシーンがあり、彼によると「あそこまで行くのが限界」らしい。パペットじいさんが一番ごはんに合うおかずについて研究していたところ、家を爆発させたことがあり、ノキオは家が治るまでしばらくビジネスホテルに泊まっていた。
つる公の家
つる公が住んでいる昔話に出てくるような家。かなりたくさんある。落とし穴などの罠が仕掛けられており、覗こうとすると落とされてしまう。名作以外の4人が罠にかかり、むすび・ノキオ・ボルトは恩返しされたものの、スウィーツだけトゲ付き天井の部屋に閉じ込められていた。
六年寝太郎の家
下校中の六年寝太郎を尾行した名作達が辿り着いた場所。エアコンはあるが、名作「眠れる森の美女」の茨ように部屋中に茨が生えており、室外機に茨が絡んでいるため使用できない。

#### 隣町
魔法小
ファンタジーキャラに憧れる生徒達が通う小学校。近くにパン屋があるという理由だけで竜宮小と合併されそうになったが、ボルトが持っていたフランスパンから発動した魔法の暴発によりパン屋が引っ越したため中止になった。魔法の消しゴムはノートを消し、魔法の鉛筆は歌いだすらしい。掃除の時間は箒に魔法をかけず魔法でジャージ姿に着替えて掃除する。残った給食はモンゴル相撲で勝った者が貰える。
よいこのようちえん
むすびの弟達が通う幼稚園。1階にはむすびの弟達が経営しているグレーな金融会社「ニコニコファイナンス」がある。
ビーチ
夏休みに名作達が来た隣町にあるビーチ。人魚がライフセーバーとして勤務しており、波止場では様々な物が釣れる。
西部の町
隣町にある無法地帯。転がり草（タンブルウィード）がたくさん転がっている。
五十重塔
スウィーツをさらった集団が通う小学校。一階ごとに刺客がいるが、全員がボス及びザコと同じく、卑怯な手段を使わない正々堂々とした性格の持ち主。元ネタは五重塔。

#### それ以外
近所のとおり
名作達がよく通る。背景には、長靴をはいた猫や笠地蔵などがいる。
豆の木
ジャッ君が登下校している。何故か電柱が立っている。第5期では更に成長しており、ジャッ君の家までの道のりは過酷になった。
ラーメン屋
ボルトとこぶとりさんが行った場所。ダイエットを始めたこぶとりさんはラーメンの食べ過ぎで痩せるどころか逆に太ってしまった。
湖
名作たちが写生を行った場所。
竜宮商店街
ごく普通の商店街。おじいさんズのトークショーが見られる。
森
スウィーツの秘密基地がある森。ターさんも一時的に住んでいた。ノキオが昆虫採集にはまった時も訪れたが、虫達が冬眠していたために新種の虫を発見できずに終わった。
秘密基地
名作達が作った秘密基地。エレベーターがある。ターさんや小人達に乗っ取られたこともある。
竜宮第一公園
名作達が遊ぶ公園。この公園の家主である老人に、ゴルフ場にされかけた。スウィーツ親子が一時期、貧乏神によって貧乏になった時はここに住み着いたこともあり、何故か父親は貧乏から解放された後もブランコに毎日に乗る決意をするほどブランコを気に入っていた。つる公がノキオに復讐しようとした際には広場共々、つる公によって改名されたこともある。
カッチカチ山
名作たちがガリガリバーと旅行で行った場所。むすびの家の近所にあるらしい。名作「かちかち山」がモチーフ。
竜宮病院
ごく普通の病院。ガリガリバーがよく入院しており、名作とスウィーツも入院したことがある。
だがしの家
隣町にある駄菓子屋。名作「ヘンゼルとグレーテル」のお菓子の家同様に本物のお菓子で作られる予定だったが、建築基準法に引っかかるという理由で断念し、現在は椅子のみふがしでできている。ハロウィンで名作達がお菓子をもらったこともある（この時名作以外のメンバーはそれぞれ本人たちの仮装をしていた）。
化け猫軒
むすびが見つけたレストラン。名作「注文の多い料理店」が元ネタ。従業員は猫のウェイターと長いコック帽をかぶった店長のみ。文字通り注文が多く、変な注意書きが書かれているが、味は確かである。
ネバネバランド
ピーター・パンの故郷。トロロやモロヘイヤなど、すべてがネバネバしたもので出来ている。元ネタは「ピーター・パン」の舞台・ネバーランド。
洋館
シャー田一ホー助が事件の推理を行う際に名作たちを集めた洋館。崖の上にそびえたっている。所在は不明だが、昼休み中に行き来できる距離にある模様。第6期では中身がこの洋館と同じ一軒家が登場しているが、外見が登場しなかったため同一の洋館かは不明。
バスケットコート
ミュージカルウエストサイドストーリーに影響を受けたノキオとボルトが集まったコート。不良少年と縄張り争いになった。
無人島
夏休みに名作達が嵐の日にいかだで海に出て漂流した無人島。元ネタは名作「十五少年漂流記」。
寺
意味なし芳一が修行しているお寺。ラッスィーに連れてこられた名作たちはここで意味のない修行（お経じゃない文章をお経っぽく読む、エア雑巾がけ等）をさせられた。第3期では肝試しの舞台として登場。ノキオによると40万年前に足を挫いて死んだ原始人のお化けが現れるらしい。
竜宮神社
名作達が初詣にきた神社。毎年それぞれの干支の代表が出場する干支レースが行われており、今年はボルトも参加して優勝した。
スキー場
名作達がスキー合宿に来たスキー場。ネズミが住んでいる穴がある。
カフェ「ラ・スィー」
教師の給料だけではやっていけないと感じたラッスィーが、こっそり経営していたカフェ。客が少なく、メニューは黒酢しかない。カレンダーによると校長に見つかった後は閉店したらしく、第4期では農業体験を利用し生徒が収穫した野菜でカレーを作って振る舞うというプランで再建を目論んでいた。
カラオケボックス
名作たちがカラオケに来た店。カラオケルームは一般的なものとほぼ同じだが、6分コースがある。短い時間の中で名作は「あはれ! 我らが世界の中心」を歌おうとしたが、ボルトが歌いたがったのでコーラスをやらされた。店員（声 - 江口拓也）がいる。
イズ
名作に名作物語を体験させるためのツアーで名作達が訪れた魔法の国。温泉地でもあるが、交通手段は竜巻のみ。魔法まんじゅうという温泉まんじゅうがあり、他にも巨大蜘蛛、西の悪い魔女、空飛ぶ猿がいる。名前の元ネタは伊豆及び「オズの魔法使い」。
幼稚園
つる公が竜宮小以前に通っていた幼稚園。ボルトによるとつる公はこの幼稚園を「一人でシメていた」らしいが、それはママ公の力によるものだった。彼女によって組名をつる公にちなんだ名前に変更せざるをえなかったり、つる公の家の前に幼稚園を引っ越させられたりした。
駄作堂
滅田駄作が経営する古本屋。売っている本はどれも駄作ばかり。
竜が住む谷
｢あはれ!名作くんQ&A」で名前のみ登場。つる公曰く「竜宮町おすすめスポット第4位」。
竹藪
名作の父がメイを拾った場所。メイが入っていた竹はかぐや姫同様光るが、スイッチ式の電気である。
畑
名作達が農業体験を行った場所。
天の川大学
立派な名作キャラになるための超一流大学で、有名な名作キャラはこの大学を卒業している。一年に一度、七夕の日にだけ行ける。名作の憧れの場所で、つる公の兄・はく公も通っている。校庭には竹があり、願い事を書いた短冊を吊るすとその願いが叶うらしい。
竜宮自然公園キャンプ場
名作達がキャンプに来た場所。管理人のJさんが13日の金曜日に営業している。ジェイソンのような殺人鬼は出ないが、怨霊や地縛霊は出るらしい。
アルプス
名作達がメイのワープで来た場所。ワープした場所の近くにある山小屋はクリーニング済みで、BSアンテナとFWi-Fiスポットもある。食べ物はヤギの乳で作ったミルクやチーズしかなく、メイや当初のボルトは「あるぷしゅ」と言うほど暮らしを気に入っていたが、名作・スウィーツ・むすび・ノキオにとっては過酷であり、ボルトも最終的には名作達共々ホームシックになった。元ネタは「アルプスの少女ハイジ」。
美術館
世界の名画展をやっていた場所であり、スウィーツは父からそのタダ券をもらった。ラッスィーはスウィーツに誘われた時、海外にいけると勘違いしていた。
ため池
名作達がラッスィーに命じられて罰掃除をしていた場所。ボルトにそっくりな河童が二匹住んでいる。おばあさんや木こり等の人間がゴミ等を捨てていたため、かなり汚れていたが名作達によって綺麗に掃除された。
月
名作達がメイの救出方法を考えている最中、つる公と共にメイのワープで飛ばされた場所。メイの生まれ故郷であり、未来風の街並みである。月の使者達は、ここにあるコーポ月というアパートに住んでいる。
保育園
メイが入園した保育園。第6期では園内で赤髪がブームになっていたが、それが原因で親達や名作は園内にいじめっ子がいると思い込んでいた。また、名作がメイを門から見守り続けた結果、親達の間で名作がストーカー呼ばわりされている。
きつねの家具屋
名作とメイがテーブルを買いに行った店。売っている家具には様々なバリエーションがある。
ゴリラの電気屋
名作の父が家具屋の次に名作とメイに行かせようとした店。それを聞いたメイは名作の右手をゴリラの手に変えたが、名作は「絶対に行かない」と拒否した。
御尻川中央銀行
スウィーツの父親が経営している銀行。スウィーツがはまったあるドラマを再現するために名作達が集められた。
IT企業
スウィーツが貸した1500億円の貸出先という設定の場所。社長役のノキオによると1500億円は、常務役のボルトが隠し持っているらしい。
活火山火口支店
常務役であるボルトに盾突いた部長役のむすびが出向させられた場所。後に名作達もボルトが1500億円を燃やしたことでスウィーツの父により出向させられた。
教会
むすびの両親が20年前に出来なかった結婚式をしていた場所。しかしつみれとビーフンが式の途中で乱入してきたことにより台無しになってしまった。
砂漠
スウィーツ達とスカイダイビングを体験していた名作が着地した場所。
王女さまの星
星の王女さまの故郷の星。地球とかなりかけ離れた星であるが、地球と同じくキッチンや請求書等がある。
工事現場
改装していた竜宮第一公園の代わりに名作達が遊んでいた場所。名作達はこの場所でピンチになると何故か動きがスローになる。
異世界王国
名作達が召喚士によって転移した場所。世界観はロールプレイングゲームそのもので、魔王が狙っている。
ウイルスが蔓延している世界
名作達がつる公と訪れた場所。『スーパーマリオ』のような世界観であり、妙なウイルスが蔓延している。
フィットネスゲーム風の世界
名作達がラッスィーと訪れた場所。難易度をイージー（悪）モードと生存率1%と99%死ぬモードの中から選択してイヌストラクターの指導の下にダイエットに励む。お題をクリアするかダイエットに失敗してイヌストラクターが消滅しない限りゲームは終わらない。魔王と共に来た時には普通のフィットネスゲームになっていたが、ヨガをしただけで魔王は苦しんでいた。
シューティングゲームの世界
名作達がつる公と訪れた場所。ノキオシューティングの要領で、悪い野菜からコロニーを守る。魔王と共に来た時には魔王が敵になっていたが、大きさゆえに攻撃が当たりやすくなっており、話にならないほど弱かった。
居酒屋ラッスィー
校長にリストラされたラッスィーが経営している居酒屋。オープンしたばかりでラッスィー本人も慣れておらず、注文を間違えたり、注文した人の悪口を伝票に書いたりしていた。

### 機械・道具・乗り物
ノキジェッツ
ノキオが飛ぶ時に使用する機械。背中から出したり、付けたりすると翼を出してマッハ2で飛ぶことができる。つる公にも貸そうとしが、自分の力で飛びたくて、しかもダサいからという理由で却下された。
火炎放射器
むすびとつる公が持っていた火を出す機械。むすびはこぶとりさんのダイエットに使用。つる公はノキオに復讐するために使用されたが、メイによってうどんにされた。
金のペン
スウィーツが父から貰った金でできたペン。よく落としては落とし物の精が拾っており、落とし物の精が起こした騒動のどさくさに紛れてボルトに盗まれそうになったこともある。第4期ではこれ以外にも金のペンケースや金の体操着、金の給食袋、金の教科書が登場した。
NOKIOMARU
ノキオがボルトからのバースデープレゼントとしてもらった船。池に現れたクジラを近くで見るために使用したが、クジラに近すぎて飲み込まれてしまった。
御尻川急行
スウィーツの父親が経営している会社が所有する鉄道。寝台列車もあり、名作達が旅行で乗っていた。第5期では廃線になったが、代わりにリニアモーターカーが走っている。
ミクロ薬
パペットじいさんが発明した薬。その名の通り、飲むと小さくなる。むすび・ノキオ・ボルトが名作の風邪を治すために服用し、名作の体内へ侵入した。
ポップコーンメーカー
むすびが名作の家に来た時に所持していた機械。メイが機嫌を悪くする一因になっていたが、機械の中にあったポップコーンは最終的にむすびが全て食べた。
ヘリコプター
スウィーツの父が所持していた乗り物。スウィーツが名作の家に行く際に使用したが、メイが機嫌を悪くする一因となり、メイが起こした雷に壊された。
時空転送装置
緊急生放送「あはれ!名作くんから脱出せよ!」に登場。ビットワールドのメンバー達を脱出ゲームに参加させるために、シャー田一と協力したむすびとスウィーツがパペットじいさんに作らせた装置。現実の世界と二次元の世界を往復することができる。
巨大化する薬
怪獣映画の『ガメラ』に憧れているボルトがパペットじいさんに作らせた薬。飲むとその名の通り巨大化する。飲むと元のサイズに戻る粉薬もある。ボルトがつくねを成敗した後は、何故かノキオ・むすび・つる公も巨大化していた。
焼いた肉号
御尻川家がプロデュースした豪華客船。サウナやリサイクルショップ等がある。御尻川家の最新技術により、たったの2時間半で世界一周できる。人工知能（声 - 江口拓也）もあるが、回答は全ていい加減である。最終的にボルトが、スクリューを破壊したため沈没した。元ネタは『タイタニック号』。
銀河鉄道
川で溺れていた名作が夢の中でスウィーツと乗っていた鉄道。テスト用紙が切符の代わりになっている。作中では様々な星座や駅を通過しながら、最終的に竜宮町に到着した。スウィーツが家来ドラフトで選んだ家来としても登場していた。元ネタは『銀河鉄道の夜』。
古時計
声 - 前野智昭
つる公の家にあった古時計で、やたら大きい態度で喋る。本人曰く週3で動いていたらしいが、実際はつる公が竜宮小に入学した日に買われてから2日で動かなくなった不良品である。それ故つる公が呼んだゴミ収集業者（声 - 阿諏訪泰義（うしろシティ））によって粗大ゴミにされかけた。しかし、この時つる公の家にやって来たノキオの提案でパペットじいさんにスマートウォッチに改造され、性格も若返った。元ネタは童謡「大きな古時計」で作中でもこれの替え歌を歌唱している。
デッパー
声 - 中西茂樹（なすなかにし）
生徒会の会計ロボ。ボルトが設立した「部」の部費をマイナスにしようとした。計算は得意だが、会計等の行動をするには選択肢から選ばなければならず、間違えると最初からやり直しとなる。元ネタはPepper。
クラリネット
スウィーツが父から買ってもらったクラリネット。むすびはスウィーツから渡された時に壊したと思っていたが、実際は分解していただけだった。元ネタは童謡「クラリネットをこわしちゃった」で作中では名作がこの歌を歌い、むすびがこれの替え歌を歌っている。
モナリザの唾
怪人一一十面相が盗もうとした御尻川家の家宝。
探偵団バッジ、探偵団バッジの予備、ニセ探偵団バッジ、探偵団Tシャツ、卓上醤油、トライアングル
シャー田一が用意した道具でありシャー田一曰く「探偵の七つ道具」だが6つしかない。バッジは探偵団の証でもあり、予備や偽物もある。探偵団バッジの元ネタは『少年探偵団』のBDバッジ。
ドールハウス
溶けたアイスを主食にしている『汁バニラファミリー』という一家が住んでいるという設定のドールハウス。スウィーツ達がメイの誕生日に買ったのだが、家族の人形は予算の都合で買えなかった。最後はメイの超能力で巨大化し、小さくなっていた名作達は元に戻れたものの、名作の家は壊れてしまった。
フナムシとオニヒトデの人形
汁バニラファミリーの人形の代わりにスウィーツ達がメイの誕生日に買ってきた人形。可愛くなかったため、メイは名作達を小さくして人形代わりにしていた。オニヒトデの人形はスウィーツと共にメイに気に入られた。
ペーパーローリング
未来人達の商売道具。10年後から来た人物はこのおもちゃが流行ると聞いて専門店を開いたがすぐに潰れたらしい。しかし、20年後から来た人物よると頑張れば20年後には流行るらしい。
ビギナーロボ
巨大化したヤトワレテンチョーに対抗するため、ビギナーズラックが呼んだ巨大ロボ。巨大化したヤトワレテンチョーより大きい。その巨体を活かして店長の一番のストレスだった無断駐車を結果的に解決した。
ドクロの指輪
春雨が付けていた指輪。春雨の長靴と同じく指にはめた者を妖刀の如く、心を乗っ取ってしまう。春雨の長靴とは違い、外せば簡単に元に戻るが、指輪を外したノキオとスウィーツの心も乗っ取ったため、最終的に名作に没収された。

### イベント・番組・大会
家来ドラフト
「さるかに合戦」のカニが集めた仲間の中に馬糞がいることに不満を持ったカニちゃんが主催するイベント。名作に登場する家来を白紙にして、新しい名作を作る。
フリースタイルペンション
スウィーツ、ATAMA先生、セイホーが参加した、ラップ勝ち抜きテレビ番組。司会（声 - 阿諏訪泰義）がいる。
ビッグロボR→ビッグロボRB（ビッグロボロボ→ビッグロボロボビッグ）
ヒカル・キーホルダーが考えた架空のアニメ番組。ノキオとの想像ではスーパーロボット大戦風に進められた。小学生クイズでは間違い探しの問題で登場。
小学生クイズ
むすびときりしたが出場したクイズ番組。敗者復活戦はクイズではなく相撲で行う。
忍者体験
忍者の歴史や行事が体験できる。全身金箔塗り体験のチラシの裏に広告がある。おしぼりのサービスや記念撮影もある。スタッフは二人の忍者しかいない。
全身金箔塗り体験
全身を金箔で塗る体験ができる。忍者体験のチラシの表に広告がある。二人組の忍者にさらわれたむすびが金箔に塗られた後、取引で賄賂代わりに使用された。
4コマコンテスト
むすびとノキオが応募し、賞をもらったコンテスト。その代わり、すばらしいオチをつけない限り漫画から出られなくなった。
竜宮小大相撲冬場所
カネ太郎が2年もかけて開催した大会。会場はB級グルメコーナーとC級グルメコーナーの端っこの方にある。行司（声 - 東ブクロ（さらば青春の光））がいる。
グルメフェア
カネ太郎が大相撲冬場所のついでに開催したイベント。B級グルメコーナーとC級グルメコーナーがある。
のどを自慢する大会
一般的なのど自慢大会のように歌を自慢する大会。上手いと鐘が3回鳴り下手だと1回鳴るが、それ以上に下手だとハンマーで頭を叩かれる。優勝賞金は40万＋税。司会（声 - 江口拓也）がいる。
小学生絵画コンクール
ノキオ、ラッスィー、つる公が応募したコンテスト。一等賞なると海外の美術館に書いた絵画が飾られる。ノキオはモデルのボルトではなく照明担当のラッスィーを描いたため落選。ラッスィーは小学生と偽り、ネットの絵師に代金を払って描かせたものの落選。つる公の絵が一等賞になった。
竜宮小こども楽団コンサート
つる公がビラを配っていたイベント。クラシックコンサートが演奏されており、ノキオの様な演奏中に寝ようとする者を起こすために、1曲ごとにフランツ・ヨーゼフ・ハイドン作曲の「驚愕」が使われる。アンコールでマウリシオ・カーゲル作曲の曲も演奏した。
ダンスクラブ「白鳥の湖」
はく公がビラを配っていたイベント。最初は普通のバレエであるが、途中から音程が変わり、出演すらしてないはく公がダンスをする。背景もゲーム風になる。ゲーム風の背景の元ネタはダンス・ダンス・レボリューションと太鼓の達人。
飛ぶ人間コンテスト
人力飛行でどれくらい飛ぶか競う大会。予選は2週間に一回、グランドチャンピョン大会は3週間に一回開催される。作中で行われた第45回大会では「勇気一つを友にして」を聞いて参加したつる公が優勝した。係の人（声 - 花江夏樹）がいる。
プリンセスツルコー
つる公主催のマジックショー。チケットは1枚3500円。マジックの内容は客から貰った現金を増やしたり減らしたりすることだが、御尻川家がスポンサーを務めているため、金に困ることは一切無い。
おばあちゃんといっしょ
朝の4時から放送されている高齢者向けバラエティー。マスコットキャラクターは入れ歯とせんべいをモチーフにしている。
素人戦隊ビギナーズラック
ノキオとボルトが見ていた戦隊ヒーローの特撮ドラマ。全員死んだ魚のような目をしており、プロ意識が低く素人根性が抜けず、ビギナーロボの操縦もろくにできない。声はコンビニの店長共々、クラウドファンディングで「声優になる権利」を応援購入した人達が担当している。

### 名作関連
しぼりたて醤油伝説
スウィーツが自宅の物置で探していた名作の本。スウィーツが幼い頃に読んでおり、ハシモトも憧れているらしい。
不思議の区
名作達が竜宮小の学芸会で演じていた名作。名作が怪しくないウサギに連れられて迷い込んだ所から始まる。不思議というほどでもない微妙な現象がよく起こる。区なので城はなく区役所がある。役は名作が主人公、スウィーツがハートの大王、むすび・ノキオ・ボルトがトランプの兵。背景に前述のウサギやチェシャ猫がいる。
ももも太郎
名作の授業で桃太郎のあらすじが言えなかったスウィーツが考案した話。役は名作が鬼、むすびがおばあさん、ノキオがおじいさん、ボルトが桃太郎、ラッスィーがのお供の犬、つる公がお供の雉。名作には「なんだよこの桃太郎!」と突っ込まれたが、むすび・ノキオ・ボルトは号泣していた。
ふしぎなマッチ
文化祭で名作達が販売したマッチ。名作「マッチ売りの少女」のマッチのように着火した人物の夢が写る。
ネバー名ディングストーリー
滅田駄作が持っていた本。名作の世界に出入りすることができる。登場人物に話しかけるなどして話の流れに干渉することができ、干渉次第で物語の内容を変えることもできる。駄作はこれを使用し全ての名作を駄作に変えようとした。元ネタはネバーエンディングストーリー。
3枚の伝説の海苔
団栗林家の家宝である伝説の海苔が3枚セットになったもの。通常の伝説の海苔とは違い使うと様々なことが起きるが、どれも役に立たず3枚目に至ってはむすびに食べられてしまった。元ネタは名作「三枚のお札」。
荒野のラッスィー
名作たちが課外授業で撮らされた西部劇の映画。役は名作が旅のガンマン「松田・ザ・キッド」、ボルトはバーの店長、ノキオはチンピラ、スウィーツは牛泥棒むすび一家の出現を知らせる男の役、むすびは牛泥棒、ラッスィーは監督兼保安官「ワイアット・ラッスィー」。最終的に名作とむすびの早打ち対決で締めるはずだったが、乱入したラッスィーによって台無しになった。
ボールトバスターズ
映画「ゴーストバスターズ」に影響したボルトが結成したチーム。幽霊退治が仕事であるが、最初の仕事でボルトが洋館を掃除したために以後は掃除の依頼ばかり来るようになった。ポスターに名作のスマホの電話番号を書いていたためそれが連絡先になっている。
時代劇
名作達がやることになった演劇。竜宮町も江戸時代風の世界になっているが、現代の要素も多く含まれている。役は名作とスウィーツは町人「名さん」と「桃兵衛」、ボルトは大家の「亀五郎」（浮世絵風で描かれている）、むすびは悪徳商人のお米屋（名前のわりに売っている物はパン）、つる公は丁稚奉公の「鶴吉」、ノキオは岡っ引（現在でいう警官）、春雨は暴れん坊会長。
イソップ物語
むすびが図書室で読んでいた本。むすびは目次しか読んでいないが、形が変わるほどに夢中になっており、その後の名作達との勝負にも圧勝するほどである。
アルプス一万尺
童謡の一つ。この曲を聞いたむすびがアルペン踊りをするために山登りツアー主催したが、肝心のアルペン踊りは知らなかった。作中では登山中に起こった出来事を説明するためにむすびが何度か替え歌を歌っていた。最終的にむすびはスウィーツ、ノキオ、ボルトを置き去りにして下山し、残されたスウィーツ達も命からがら名作の家の前まで帰ってきた。
つる公旅行記
つる公が『ガリバー旅行記』を元に作った嘘の名作。つる公を主人公とし、仲間にコックのノキオ、動力担当のボルト、勝手に乗ったスウィーツがいる。
巨人の国、リリパットの国、空飛ぶ島
『ガリバー旅行記』に登場する国と島。『つる公旅行記』にも登場しており、巨人の国は本家と同様に巨人が住んでいるが、通常と大きさが分からない動物もおり、ガイドのむすびはかなり巨大である。リリパットの国は本家と同様に小さい人が住んでいる国だが、大きさのバランスが悪く、衣装もオーバーサイズが流行っている。空飛ぶ島は本家とは異なり、実際は25cmぐらいしか浮いていない。

### その他
伝説の海苔
団栗林家の家宝。通常の海苔が1枚5円なのに対し、1枚10円するもので3年に3枚しか取れない。むすびが物々交換で使用したり、つる公がむすびを罠に誘うために持っていたり、中村と佐藤によって給食の献立になったこともある。
ブーチューブ
現実における、YouTubeを参考に、よっち、えっちゃん、りっちゃんやみずたまりぼんどの動画がよく投稿されている。
ノキオシューティング
パペットじいさんが作ったシューティングゲーム。ゲームのプレイ結果によってプレイヤーの血液型が分かる。ノキオを操作して入力画面で選択しなかった味の焼き鳥やラスボスを倒す。パペットじいさんもアドバイスキャラとして登場している。第6期では異世界の世界の一つとして登場。敵は野菜となっており、ゲームのプレイ結果によって分かることはプレイヤーの性格になっている。ビットワールドの公式サイトではゲームになっており、YouTubeには名作達が実況するバージョンも配信されている。
ガム御膳
スウィーツが昼に食べようとしていた駅弁。大泥棒に盗まれたと思われたが、実は名作以外の全員が食べていた。
犬、俺、コブラ、ブラックホール
スウィーツとボルトが将棋の際に使用したオリジナル駒。犬は大きい物もあり、ブラックホールは敵味方関係なくすべての駒を消滅させる効果がある。
変わり身の術
むすびをさらう時や記念撮影の際に忍者が使用した忍法。丸太ではなく、ロッカーに変化する。
すいとんの術
忍者体験でスウィーツが使用した忍法。筒を咥えて呼吸しながら水中を進む。筒の代わりにリコーダーを使用した。
ものまねの術
忍者体験でスウィーツが使用した忍法。天井裏でネズミの鳴きまねをして相手を誤魔化す。名作の突っ込みのせいで存在がバレそうになった際に使用したが、桃の鳴き声をしたのになぜかバレなかったことを名作が突っ込んだので結局バレた。
無限ループ
むすびが夏休みに眼鏡デビューできなかったことで起こったSFによくある現象。これによって名作たちが夏休みの最終日を繰り返していた。
やきそばつる公
文化祭でつる公のクラスが営業していた店。大繁盛しすぎて6店舗も展開している。つる公は7号店の店長としてボルト以外のメンバーを引き抜こうとした。
地図アプリ、おむすびストライク、筋肉トーク、フリマアプリ
つる公が作ったアプリ。地図アプリは現在地から目的地までのルートがわかる。おむすびストライクはツムツムのようなパズルゲームで同じ具のおむすびを消して遊ぶ。高い所からおむすびを落とすとぐしゃぐしゃになる。筋肉トークは筋肉用SNSアプリ。筋肉同士が会話し、相手の気持ちを読み取ることも可能。フリマアプリは不用品をカメラで撮影しそれをフリマに出品したり、必要品を探し出せるアプリ。ノキオはこのアプリで名作の帽子を200円で売ろうとしたり、いざという時に役立つ商品を探していた。
恋愛ゲーム
ボルトがつる公に作らせ、名作がプレイしたゲーム。案内役はボルト。スウィーツ、ノキオ、むすび、つる公が恋愛ゲームにありがちな女子になりきって登場。作中では、つる公以外の3名に、モテモテな名作を見たボルトもなぜか名作に惚れてしまい彼に襲いかかるところで終わった。第6期では異世界王国の一つとして登場。攻略対象がメイになっているが、プレイした魔王が選択肢を誤ったため、メイの機嫌を損ねてしまった。
地獄
ボルトが投げてきたボールが顔に当たって気絶したノキオが見た夢の世界。死者が過酷な仕事をさせられる場所で、時にストライキが起こることもある。名作そっくりの鬼や、何故かむすび・ボルトもいる。
つるの糸
C組がつる公のクラスとの野球試合の際、ノキオがロジンバッグ無しというハンデを、つる公に与えたことでつる公が天国から垂らした糸。しかし天国までは90時間かかり、つる公に対して暴言を吐くと糸が切れる。元ネタは名作「蜘蛛の糸」。
冬の日本海は意外とサーファー多い
むすびがのどを自慢する大会で歌った演歌。オリジナル歌手はごま油うまし。歌詞にも指摘されている通り、常夏の国の一つとしてハワイが2回も登場している。タイトルにもなっている日本海は最後の部分しか登場していない。YouTubeでは135話配信後の翌日より、むすび以外のメンバーが歌うバージョンも順次配信された。
新型コロナウイルス
YouTube非公開エピソードを期間限定で公開するという告知動画に登場。現実世界で2020年から問題になっているウイルス。この世界でも竜宮小が臨時休校したり、ボルトがつる公を子供扱いしたりするなど問題になっている。
花壇
つる公がむすびの教えでカーネーションを育てる時に登場。アプリゲーム風になっており、課金することで様々な肥料を入手できるが、なぜかカーネーション自体も600円で売っている。カーネーションより全然高い肥料をばら撒けば必ずカーネーションが咲くが、値段が100万円もするうえに、単品で買った方が安い。むすびの花壇はつる公の物よりも大きく従業員がおり、たまに顔を出すだけで無限にお金が増えるらしい。冬になると高く売れるからという理由でむすびはスイカも育てている。第6期では異世界王国の一つとして登場。魔王が育てた花壇には、つくね一本しか育っていなかったため、むすびにあっさり買収された。肥料の元ネタは名作『花咲か爺さん』の花を咲かせる灰。
おむすびペイ
むすびが親に内緒で使っていたスマホ決済。家出した際にも使用しようとしたが、名作から「山の中では使えない」と突っ込まれた。元ネタはPayPay。
金の卵を産むニワトリの卵
豆の木にいた大型犬が番をしていた卵。その名の通り金の卵を産むニワトリが産まれる。金に目が眩んだむすびが分捕ろうとしたが、結局は取り返された。元ネタは「ジャックの豆の木」の金の卵を産むニワトリが産んだ金の卵。
ハッピーブルーベリーグルコサミン青汁
メイが仕掛けた罠の一つ。この商品のチラシを見た名作はあっさりと罠に掛かり、注文してしまった。一杯8万円もする怪しげな飲み物であり、飲むと引くほど健康になり痩せるらしい。
結婚式の二次会の案内の罠
メイが仕掛けた罠の一つ。むすび曰く「平服を普段着と間違えて着てしまい会場内で浮いてしまう」というのが罠らしい。
ネットショッピングの罠、バナナの罠、カレンダーの罠
メイが仕掛けた日常に潜む罠諸々。
ノキオ15プロマックス
パペットじいさんがノキオに作った新しいボディ。バカには見えない素材でできており、着信音が鳴る。ボディの設定をやりすぎると完全に裸に見えてしまい、ノキオもパペットじいさんからこの件に関するメールが来るまでは自分が裸に見えていたことに気づいていなかった。元ネタは「裸の王様」。
名作マージャン
竜宮小の地下に置いてあるテーブルゲーム。一般のマージャンと違い、牌がすべて名作に纏わるものになっている。一方で「どすん」という効果音（さるかに合戦の臼が落ちる音）や鰐（ワニ）のような紛らわしい魚へんの漢字、茶釜が化けていたタヌキなどややこしいものが多い。
闇の名作マージャン
前述のマージャンに闇の要素が加わったもの。プレイしている人物の心の声が全員に聞こえるようになり、麻雀漫画を意識した展開になる。敗者は寿命を迎えると命を失い、しばらく語尾に「にゃん」をつけなければいけない。元ネタは花江夏樹、小野賢章、江口拓也の「闇のゲーム」。メンバーも闇のゲームと同じになっている。
珍生ゲーム
ノキオが人生ゲームを元に作ったボードゲーム。その名の通りプレイヤー達が珍奇な人生を送るゲーム。プレイヤーの誰かがゴールするとゲームが終わり、その時点で所持金額の多いプレーヤーが勝利となる。
地蔵
通学路にある3つの地蔵。ある日つる公が通りかかった時は小雨が降っており、なぜか虎と槍もあった。『笠地蔵』の如く傘を貸したつる公に恩返ししたが、ゲーム目当てで恩返ししたノキオには食べかけのあんパンを、同じくボルトには彼が着せたダウンジャケットを返品した。
薬草
異世界王国で使う回復アイテム。1本で30回復するが、非常にまずい。
毒消し草、毒草、高級薬草、まず草、ほうれん草
異世界王国で使うアイテム類。まず草以外の草は試食したノキオには不評だった。
力の木の実、聖水
異世界王国で使うアイテム類。上記の薬草共々、ノキオに料理の材料に使われた。聖水はノキオ曰く、ただの水らしい。
人狼ゲーム
参加者の中から人狼を話し合いと推理で探し合うゲーム。つる公が司会、ボルトが人狼を担当。
宝の地図
むすびの家に届けられた新聞のチラシに挟まっていた地図。宝の在処が描かれているらしいが、地図が示す場所には宝ではなく新たな宝の地図がある。
マツケンサンバII、Lifetime Respect、粉雪、名もなき詩、離したくはない
小学生時代を思い出していたつる公にいい雰囲気になってもらおうと、名作達がアカペラで歌った曲諸々。ボルトが提案したのにも拘らず、つる公には様々なダメ出しをされ、名作には至っては歌っている最中に全員に帰られていた。　
画像生成能力
第7期でメイが新たに習得した能力。画像生成AIのように提示したキーワードを元に絵を描くことができる。基本的には無料だが有料の場合もある。
モモゲーム
スウィーツが開催するデスゲーム。3つのゲームをして生き残った者が賞金を獲得できる。元ネタは『イカゲーム』。

## スタッフ
- 監督 - 新海岳人
- キャラクターデザイン - JUN OSON
- 作画 - 中内友紀恵、スズキハルカ、角字、あり、江口拓也
- WEB制作 - 大西玲央
- 編集・デザイン - 大山真絋
- 音響制作 - 菊池司
- 音楽プロデュース - Precious tone
- 音楽ディレクター - 山下博史
- MA→サウンドデザイン - 高橋昌之
- 原作・アニメーション制作 - Pie in the sky
- 製作→企画 - 堀越大、遠藤純一、湯本英朋、小林哲雄、諸我丈太郎、国領一樹、林要、溝部卓、松本章宏
- ラインプロデューサー - 二階堂勇次
- プロデューサー - 奈良駿介、宮崎武洋、森田和寛、大橋史佳、宮崎武洋、二階堂勇次、岸本玲、砂川秀樹
- アシスタントプロデューサー - 二階堂勇次、伊藤章子、小松岳人、加賀美頌、伊藤祐茉佳、堂園あゆみ、小林龍太
- エグゼクティブプロデューサー - 遠藤純一
- 製作 - 「あはれ!名作くん」製作委員会

## 主題歌
エンディング以外にも本編やミニコーナー、Q&AコーナーのBGMとしても使用される。第3期と第4期のEDは回ごとに冒頭部分の映像と歌詞・キャラの台詞が変更される。
「あはれ! 我らが世界の中心」（第1期）
作詞 - 利根川貴之、新海岳人 / 作曲 - 利根川貴之、坂和也 / 編曲 - 坂和也&Wicky.Recordings / 歌 - でんぱ組.inc
「名作!傑作!マスターピース！」（第2期）
作詞 - 八王子P / 作曲 - Kz / 編曲 - Kz、八王子P / 歌 - Kz×八王子P feat.初音ミク
「エブリ名作 is あはれ」（第3期 79話 - 104話）
作詞 - 新海岳人 / 作曲 Tom-H@ck / 編曲 - KanadeYUK / 歌 - 竜宮小7年C組（松田名作、御尻川スウィーツ、団栗林むすび、ウインドウズノキオ、F・ボルト）
「孫の代まで」（第3期・第4期 105話 - 125話）
作詞・作曲・編曲・歌 - 岡崎体育 / 台詞 - 松田名作、御尻川スウィーツ、団栗林むすび、ウインドウズノキオ、F・ボルト、上井つる公
「名作とか言うてますけれど」（第4期 126話 - 156話）
作詞 - 新海岳人 / 作曲・編曲 - 浅野尚志 / 歌 - 竜宮小8年C組（松田名作、御尻川スウィーツ、団栗林むすび、ウインドウズノキオ、F・ボルト、上井つる公）
「およそさん」（第5期 157話 - 181話）
作詞・作曲 - 尾崎世界観 / 編曲・歌 - クリープハイプ
「さよならイエロー」（第5期 182話 - 193話）
作詞・作曲 - 雫 / 編曲・歌 - ポルカドットスティングレイ
「あらら れれれ るるりら」（第6期 194話 - 209話）
作詞・作曲・歌 - ナオト・インティライミ / 編曲 - 野口大志
「名作ジャーニー」（第6期 210話 - 230話）
作詞 - いぶくろ聖志 / 作曲 - 鈴華ゆう子  / 編曲 - 和楽器バンド、町屋 / 歌 - 和楽器バンド
「君が推してくれるなら」（竜宮中編）
作詞 - 新海岳人 / 作曲・編曲 - 森拓人 / ラップ監修 - 上鈴木兄弟 / 歌 - 松田名作、御尻川スウィーツ、団栗林むすび、ウインドウズノキオ、F・ボルト、上井つる公

## 各話リスト（竜宮小編）
| 話数    | サブタイトル                       | 脚本                               | 「こんな名作はいやだ」のお題（第1期・第2期・第6期） ↓ 新衣装を着る人物→秘密が明かされる人物（第3期） ↓ 決めゼリフを言う人物（第4期） ↓ 「なんて言ってる？名作くん」の問題に使用された話（第5期） |
| 第1期   | 第1期                              | 第1期                              | 第1期 |
| ------- | ---------------------------------- | ---------------------------------- | --- |
| 第1話   | はじめまして名作です               | 新海岳人                           | - |
| 第2話   | むすびの調理実習                   | 新海岳人 廣川祐樹                  | 桃太郎「この犬、家来なのにナメてるな…」なぜ? |
| 第3話   | ノキオはロボ?                      | 新海岳人 廣川祐樹                  | 笠地蔵が持ってきたビミョーにいらない贈り物とは? |
| 第4話   | 亀をいじめるな                     | 新海岳人 廣川祐樹                  | このブレーメンの音楽隊解散しそうだな。なぜ? |
| 第5話   | 王様は全体的にロバ                 | 新海岳人 廣川祐樹                  | カメがウサギに競争で勝った!勝因は? |
| 第6話   | ジャッ君と豆の木                   | 新海岳人 廣川祐樹                  | 「絶対のぞかないでください」ツルは部屋で何をしていた? |
| 第7話   | 3セン法師                          | 新海岳人 廣川祐樹                  | この金太郎、ダメだなあ…どうして? |
| 第8話   | ツル以外の恩返し                   | 新海岳人 廣川祐樹                  | 人魚姫「人間界なじめないわ〜」どういうところ? |
| 第9話   | カネ太郎                           | 新海岳人 廣川祐樹                  | 浦島太郎「このカメ助ける気なくすなあ…」なぜ? |
| 第10話  | 割とギリギリっス                   | 新海岳人 廣川祐樹                  | 生まれつきセレブのかぐや姫。竹から出た時、何と言った? |
| 第11話  | こぶとりさん                       | 新海岳人 廣川祐樹                  | 赤ずきん「どうしておばあさんの口はそんなに大きいの?」どうして? |
| 第12話  | 色んなずきん                       | 新海岳人 廣川祐樹                  | マッチ売りの少女のマッチがバカ売れ!なぜ? |
| 第13話  | 学級委員を選ぼう                   | 新海岳人 廣川祐樹                  | 鬼が島でいちばん売れているみやげ物とは? |
| 第14話  | キタとヨウ                         | 新海岳人 廣川祐樹                  | 夜12時なったら魔法が解けるシンデレラ。昼12時になるとどうなる? |
| 第15話  | クラスのクイズ王                   | 新海岳人 廣川祐樹                  | 裸の王様が急に厚着に。なぜ? |
| 第16話  | ええ!絵!?                          | 新海岳人 廣川祐樹                  | 花さかじいさんの犬「ここほれワンワン」何が出てきた? |
| 第17話  | 3匹のブーチューバー                | 新海岳人 廣川祐樹                  | 「おおきなかぶは抜けません」どうしたら抜ける? |
| 第18話  | かさ蔵                             | 新海岳人 廣川祐樹                  | 大きくなった一寸法師「小さいままでいたかった…」なぜ？ |
| 第19話  | ウサギとボルト                     | 新海岳人 廣川祐樹                  | 第2話と同じ |
| 第20話  | わらしべを探せ                     | 新海岳人 廣川祐樹                  | 第3話と同じ |
| 第21話  | in ひみつ基地                      | 新海岳人 廣川祐樹                  | あしたは早起きしなければいけない眠り姫。王子さまはどう起こした? |
| 第22話  | 二っ休さん                         | 新海岳人 廣川祐樹                  | 第6話と同じ |
| 第23話  | しようぜ署名                       | 新海岳人 廣川祐樹                  | 「美女と野獣」の美女が野獣を好きなった決め手とは? |
| 第24話  | ガリガリ旅行記                     | 新海岳人 廣川祐樹                  | さるかに合戦、サルとカニの本当のケンカの原因は? |
| 第25話  | 学校の49不思議                     | 新海岳人 廣川祐樹                  | お菓子の家に飽きたヘンゼルとグレーテルが作った新しい家。どんな家? |
| 第26話  | 駄作くん                           | 新海岳人 廣川祐樹                  | 「おむすびころりん」を現代版にリメイク。そのタイトルは? |
| 第27話  | ノキオとジュリエッ子               | 新海岳人 廣川祐樹                  | 第4話と同じ |
| 第28話  | 消し太郎                           | 新海岳人 廣川祐樹                  | 第12話と同じ |
| 第29話  | だがしの家                         | 新海岳人 岩崎う大                  | ピノキオの鼻が1ミリだけ伸びたすごく小さいウソとは? |
| 第30話  | はい、俳句                         | 新海岳人 廣川祐樹                  | あなたが落としたのは金のオノ?銀のオノ?それとも○○?○○に入るのは? |
| 第31話  | 雨女先生                           | 新海岳人 廣川祐樹                  | クマが「この金太郎なら勝てる!」なぜ? |
| 第32話  | 家なき米                           | 新海岳人 廣川祐樹                  | ウェンディ「ネバーランド行くんじゃなかった」なぜ? |
| 第33話  | おじいさんズ                       | 新海岳人 岩崎う大                  | ウェンディ「ネバーランド行くんじゃなかった」なぜ? |
| 第34話  | ジュゲ夫                           | 新海岳人 廣川祐樹                  | 第11話と同じ |
| 第35話  | 注文の多すぎる料理店               | 新海岳人 廣川祐樹                  | したきりすずめからもらった中ぐらいのつづらには何が入っていた? |
| 第36話  | 落とし物の精                       | 新海岳人 岩崎う大                  | 名犬ラッシーは名犬すぎてこんなこともできる!どんなこと? |
| 第37話  | ツンデレラ                         | 新海岳人 廣川祐樹                  | - |
| 第38話  | 救え!ネバネバランド（前編）        | 新海岳人 廣川祐樹                  | - |
| 第39話  | 救え!ネバネバランド（後編）        | 新海岳人 廣川祐樹                  | 三年寝太郎が言ったありえない寝言。どんなの? |
| 第2期   |                                    |                                    | |
| 第40話  | 6年C組ラッスィー先生               | 新海岳人                           | 浦島太郎「竜宮城ここだけは直してほしい」どんなとこ? |
| 第41話  | ボルトと花見                       | 新海岳人                           | 白雪姫「このリンゴ絶対あやしい…」どんなの? |
| 第42話  | 病は木から                         | 新海岳人 廣川祐樹                  | ランプの魔人が「そんなんでいいの?」と思った願い事とは? |
| 第43話  | オオカミ美少年                     | 新海岳人 廣川祐樹                  | まったく人気が出なかった名作「○○太郎」。そのタイトルとは? |
| 第44話  | むすびの家出                       | 新海岳人 廣川祐樹                  | 桃太郎の命令に犬が「はあ?」どんな命令? |
| 第45話  | かぐや先生                         | 新海岳人 廣川祐樹                  | 「トラをびょうぶから出してみろ」とんちで解決して下さい |
| 第46話  | 部を作ろう                         | 新海岳人 廣川祐樹                  | オオカミ少年「さすがにそれはウソやろ」バレたウソとは? |
| 第47話  | シャー田一少年の事件簿             | 新海岳人 廣川祐樹                  | 「この3びきの子ブタ仲悪いのかな…」なぜ? |
| 第48話  | ノキオのバースデー                 | 新海岳人 廣川祐樹                  | あしながおじさんのライバル「〇〇おばさん」ってどんな人? |
| 第49話  | 魔法の田上                         | 新海岳人 廣川祐樹                  | ラプンツェル「のびた髪切ろうかな…」その理由は? |
| 第50話  | 変身                               | 新海岳人                           | みにくいアヒルの子「ボク本当の家族じゃないな…」気づいた理由は? |
| 第51話  | 六年寝太郎                         | 新海岳人 岩崎う大                  | 銀河鉄道で寝過ごした!終点には何があった? |
| 第52話  | デスゲーム                         | 新海岳人                           | 不思議の国で、アリスがいちばん不思議だったこととは? |
| 第53話  | 歌おうミュージカル                 | 新海岳人 廣川祐樹                  | カメに大差をつけたウサギ。余裕過ぎるウサギがとった行動とは? |
| 第54話  | 賢くなったスウィーツ               | 新海岳人 廣川祐樹                  | 花さかじいさんが花をさかせたのにみんな迷惑顔。どうして? |
| 第55話  | スタンプ!                          | 新海岳人                           | アリが働いて、キリギリスが遊んでる間クワガタは何をしていた? |
| 第56話  | 五少年漂流記                       | 新海岳人 廣川祐樹                  | かちかち山のとなりにある「ぱちぱち山」ってどんな山? |
| 第57話  | 意味なし芳一                       | 新海岳人 廣川祐樹                  | 桃太郎がCDデビュー!その曲名は? |
| 第58話  | 家来ドラフト                       | 新海岳人 廣川祐樹                  | さるかに合戦。カニが新しく加えた「強力な仲間」とは? |
| 第59話  | ゾンビのンビ山                     | 新海岳人 廣川祐樹                  | 金太郎が相棒のクマとコンビ解消!何があった? |
| 第60話  | みずたまりぼんど                   | 新海岳人                           | かぐや姫「月よりやっぱ地球がいいわ」どんなとこ? |
| 第61話  | ノキオ探検隊                       | 新海岳人 廣川祐樹                  | 「ひらけゴマ」にかわる新しいじゅもんとは? |
| 第62話  | ラッスィーの取り調べ               | 新海岳人 廣川祐樹                  | わらしべ長者「まさかわらしべがこんなものと交換できるとは…」なに? |
| 第63話  | 初音ミク                           | 新海岳人                           | 「走れメロス」のメロスがついに立ち止まった。なぜ? |
| 第64話  | ハロウィンって?                    | 新海岳人 廣川祐樹                  | マッチ売りの少女がマッチをやめて新しく売り始めたものとは? |
| 第65話  | 吾輩はネコであるけども             | 新海岳人 廣川祐樹                  | 「おむすびころりん」みたいな名前の名作を教えてください |
| 第66話  | かちかち避難訓練                   | 新海岳人 廣川祐樹                  | 「泣いた赤鬼」が泣きやんだ理由とは? |
| 第67話  | フリースタイルなラップ             | 新海岳人                           | 孫悟空の棒を三蔵法師がとりあげた!なぜ? |
| 第68話  | 名作のお父さん                     | 新海岳人 廣川祐樹                  | ツルが行なった一風変わった恩返しとは? |
| 第69話  | PTA会議                            | 新海岳人 廣川祐樹                  | 浦島太郎に続編。どうなる? |
| 第70話  | ツンデレラと踊ろう                 | 新海岳人 廣川祐樹                  | こんなシンデレラはイヤだ。どんなの? |
| 第71話  | はつもうで                         | 新海岳人 廣川祐樹                  | どんぐりころころどんぶりこ♪〇〇〇〇さあ大変♪なにがあった? |
| 第72話  | ジャングルの王ターさん             | 新海岳人 廣川祐樹                  | 第30話と同じ |
| 第73話  | 雪玉ころりん                       | 新海岳人 廣川祐樹                  | 桃太郎が行ったオドロキの鬼退治とは? |
| 第74話  | 泣いた鬼教師                       | 新海岳人 廣川祐樹                  | こんなかさじぞうはイヤだ。どんなの? |
| 第75話  | 駄作くんは名作好き?                | 新海岳人 廣川祐樹                  | 名画、ムンクの「叫び」はなんとさけんでいる? |
| 第76話  | 不思議の区の名作                   | 新海岳人 廣川祐樹                  | 第41話と同じ |
| 第77話  | 戦え!悪の校長                      | 新海岳人 廣川祐樹                  | 赤ずきんの続編。どうなる? |
| 第78話  | 卒業!?式                           | 新海岳人 廣川祐樹                  | 一寸法師が打ち出の小づちおおきなってひとこと。なんと言った? |
| 第3期   |                                    |                                    | |
| 第79話  | 入学!つる公                        | 新海岳人 廣川祐樹                  | 松田名作 |
| 第80話  | つる公の恩返し                     | 新海岳人 廣川祐樹                  | ウインドウズノキオ |
| 第81話  | ももも太郎                         | 新海岳人                           | 御尻川スウィーツ |
| 第82話  | ノキオシューティング               | 新海岳人 廣川祐樹                  | 団栗林むすび |
| 第83話  | 八木さんゆうびん                   | 新海岳人 廣川祐樹                  | F・ボルト |
| 第84話  | 三係志                             | 新海岳人 廣川祐樹                  | 松田名作 |
| 第85話  | 御尻川急行殺人事件                 | 新海岳人 廣川祐樹                  | ウインドウズノキオ |
| 第86話  | むすびの運動会                     | 新海岳人 廣川祐樹                  | 御尻川スウィーツ |
| 第87話  | 寄り道ダメ!ゼッタイ!               | 新海岳人 廣川祐樹                  | 団栗林むすび |
| 第88話  | 将棋名人スウィーツ                 | 新海岳人 廣川祐樹                  | F・ボルト |
| 第89話  | 巨大ロボットビッグロボR            | 新海岳人                           | 五人全員 |
| 第90話  | 小学生クイズ                       | 新海岳人 廣川祐樹                  | 五人全員 |
| 第91話  | バえろワンスタグラム               | 新海岳人 廣川祐樹                  | 御尻川スウィーツ |
| 第92話  | 忍べ!名作くん                      | 新海岳人 沼田友                    | 団栗林むすび |
| 第93話  | 魔法のカレーのやつ                 | 新海岳人 廣川祐樹                  | ウインドウズノキオ |
| 第94話  | ゾクゾクきもだめし                 | 新海岳人 廣川祐樹                  | F・ボルト |
| 第95話  | 終わらない絵日記                   | 新海岳人 廣川祐樹                  | 松田名作 |
| 第96話  | 終わらない夏休み                   | 新海岳人 廣川祐樹                  | 上井つる公 |
| 第97話  | 校舎の上のラプ姉                   | 新海岳人 廣川祐樹                  | ウインドウズノキオ |
| 第98話  | マッチ売りのボルト                 | 新海岳人 廣川祐樹                  | この期間中は第115話を除き「同級生大募集」を放送。 |
| 第99話  | ウィザー・ドーと魔法の小学校       | 新海岳人 沼田友                    | この期間中は第115話を除き「同級生大募集」を放送。 |
| 第100話 | 4コマ漫画になろう!                 | 新海岳人 廣川祐樹                  | この期間中は第115話を除き「同級生大募集」を放送。 |
| 第101話 | 治れ!名作くん                      | 新海岳人 廣川祐樹 加部一彦（監修） | この期間中は第115話を除き「同級生大募集」を放送。 |
| 第102話 | 今推せるアイドル洗濯に             | 新海岳人                           | この期間中は第115話を除き「同級生大募集」を放送。 |
| 第103話 | 走れノキオ                         | 新海岳人 廣川祐樹                  | この期間中は第115話を除き「同級生大募集」を放送。 |
| 第104話 | アプリでももも!                    | 新海岳人 廣川祐樹                  | この期間中は第115話を除き「同級生大募集」を放送。 |
| 第105話 | アニソンを作ろう                   | 新海岳人 廣川祐樹                  | この期間中は第115話を除き「同級生大募集」を放送。 |
| 第106話 | 竜宮小大相撲冬場所                 | 新海岳人 廣川祐樹                  | この期間中は第115話を除き「同級生大募集」を放送。 |
| 第107話 | イズの魔法使い                     | 新海岳人 廣川祐樹                  | この期間中は第115話を除き「同級生大募集」を放送。 |
| 第108話 | 変身!ぶんぶ君                      | 新海岳人 廣川祐樹                  | この期間中は第115話を除き「同級生大募集」を放送。 |
| 第109話 | ツンデレラの転校                   | 新海岳人 廣川祐樹                  | この期間中は第115話を除き「同級生大募集」を放送。 |
| 第110話 | ママはモンスターペアレント         | 新海岳人 廣川祐樹                  | この期間中は第115話を除き「同級生大募集」を放送。 |
| 第111話 | 買えんサイダー                     | 新海岳人 廣川祐樹                  | この期間中は第115話を除き「同級生大募集」を放送。 |
| 第112話 | ノキオ昆虫記                       | 新海岳人 廣川祐樹                  | この期間中は第115話を除き「同級生大募集」を放送。 |
| 第113話 | ティファニーで給食を               | 新海岳人 廣川祐樹                  | この期間中は第115話を除き「同級生大募集」を放送。 |
| 第114話 | かわいそうだゾウ                   | 新海岳人 廣川祐樹                  | この期間中は第115話を除き「同級生大募集」を放送。 |
| 第115話 | Vチューバーイヌジャナイ            | 新海岳人 沼田友（協力）            | この期間中は第115話を除き「同級生大募集」を放送。 |
| 第116話 | ネバー名ディングストーリー（前編） | 新海岳人 廣川祐樹                  | この期間中は第115話を除き「同級生大募集」を放送。 |
| 第117話 | ネバー名ディングストーリー（後編） | 新海岳人 廣川祐樹                  | この期間中は第115話を除き「同級生大募集」を放送。 |
| 第4期   |                                    |                                    | |
| 第118話 | あはれ!メイちゃん                  | 新海岳人 廣川祐樹                  | 御尻川スウィーツ |
| 第119話 | おおきすぎるかぶ                   | 新海岳人 廣川祐樹                  | F・ボルト |
| 第120話 | トキメキ♡竜宮小                    | 新海岳人 沼田友                    | ウインドウズノキオ |
| 第121話 | ムスビー                           | 新海岳人 廣川祐樹                  | 団栗林むすび |
| 第122話 | 小脱走                             | 新海岳人 廣川祐樹                  | 上井つる公 |
| 第123話 | 出てきて!メイちゃん                | 新海岳人 沼田友                    | 松田名作 |
| 第124話 | シャー田一からの脱出               | 新海岳人 廣川祐樹                  | - |
| 第125話 | 大怪獣ボルト                       | 新海岳人 廣川祐樹                  | ウインドウズノキオ |
| 第126話 | パンも飛べるはず                   | 新海岳人 廣川祐樹                  | 団栗林むすび |
| 第127話 | つるの糸                           | 新海岳人 廣川祐樹                  | 御尻川スウィーツ |
| 第128話 | 8年スィー組ラッスィー先生          | 新海岳人 廣川祐樹                  | F・ボルト |
| 第129話 | 合体!合体ロボ                      | 新海岳人 廣川祐樹                  | 上井つる公 |
| 第130話 | 天の川大よいちょまる               | 新海岳人 沼田友                    | 松田名作 |
| 第131話 | 迷子の迷子のメイちゃん             | 新海岳人 廣川祐樹                  | 上井つる公 |
| 第132話 | 8年C組学級新聞                     | 新海岳人 廣川祐樹                  | F・ボルト |
| 第133話 | 人魚おば…姉さん                    | 新海岳人 廣川祐樹                  | - |
| 第134話 | ジョーズにフィッシング             | 新海岳人 廣川祐樹                  | ウインドウズノキオ |
| 第135話 | むすび演歌道                       | 新海岳人 廣川祐樹                  | 団栗林むすび |
| 第136話 | 13日のJ曜日                        | 新海岳人 廣川祐樹                  | 御尻川スウィーツ |
| 第137話 | スウィーツ家の貧乏神               | 新海岳人 廣川祐樹                  | F・ボルト |
| 第138話 | あるぷしゅの少女メイ               | 新海岳人 沼田友                    | 松田名作 |
| 第139話 | ボルトの口は軽い口                 | 新海岳人 廣川祐樹                  | 上井つる公 |
| 第140話 | 眠れる森の寝太郎                   | 新海岳人 廣川祐樹                  | ウインドウズノキオ |
| 第141話 | シュゴー!公園                      | 新海岳人 廣川祐樹                  | 団栗林むすび |
| 第142話 | 名作くんと七人のこびと             | 新海岳人 廣川祐樹                  | F・ボルト |
| 第143話 | 竜宮小ナウオンエア!                | 新海岳人 沼田友                    | 松田名作 |
| 第144話 | 豪華客船 焼いた肉号                | 新海岳人 廣川祐樹                  | ウインドウズノキオ |
| 第145話 | 三枚ののり                         | 新海岳人 廣川祐樹                  | 団栗林むすび |
| 第146話 | パトラッシー、僕もう眠いんだ       | 新海岳人 廣川祐樹                  | 上井つる公 |
| 第147話 | 控えおろう!風紀委員                | 新海岳人 廣川祐樹                  | 御尻川スウィーツ |
| 第148話 | ツンデレラは魔女?                  | 新海岳人 沼田友                    | 松田名作 |
| 第149話 | 銀河鉄道の桃                       | 新海岳人 沼田友                    | 御尻川スウィーツ |
| 第150話 | つる公クラシック                   | 新海岳人 廣川祐樹                  | 団栗林むすび |
| 第151話 | ボルボルボルト                     | 新海岳人 沼田友                    | F・ボルト |
| 第152話 | 異議あり!学園裁判                  | 新海岳人 廣川祐樹                  | 松田名作 |
| 第153話 | 態度の大きな古時計                 | 新海岳人 沼田友                    | ウインドウズノキオ |
| 第154話 | 落とし物はチョコレート?            | 新海岳人 沼田友                    | F・ボルト |
| 第155話 | かぐやひメイ（前編）               | 新海岳人 廣川祐樹                  | - |
| 第156話 | かぐやひメイ（後編）               | 新海岳人 廣川祐樹                  | ウインドウズノキオ |
| 第5期   |                                    |                                    | |
| 第157話 | 生徒会長 春雨知恵熱                | 新海岳人 廣川祐樹                  | - |
| 第158話 | あけるなキケン!玉手箱              | 新海岳人 沼田友                    | 第138話 |
| 第159話 | はじめての保育園                   | 新海岳人 廣川祐樹                  | 第103話 |
| 第160話 | がんばれノキエモン                 | 新海岳人 廣川祐樹                  | 第25話 |
| 第161話 | 荒野のラッスィー                   | 新海岳人 廣川祐樹                  | 第2話 |
| 第162話 | 花さかむすび                       | 新海岳人 廣川祐樹                  | 第101話 |
| 第163話 | スタンドバイ…誰?                   | 新海岳人 沼田友                    | 第110話 |
| 第164話 | つる若丸と弁慶                     | 新海岳人 廣川祐樹                  | 第143話 |
| 第165話 | 会計ロボ デッパーくん              | 新海岳人 廣川祐樹                  | 第80話 |
| 第166話 | クラリネットをぶっこわしちゃった   | 新海岳人 廣川祐樹                  | 第61話 |
| 第167話 | 燃えよボルト                       | 新海岳人 廣川祐樹                  | 第87話 |
| 第168話 | テーブルを買いに                   | 新海岳人 廣川祐樹                  | 第81話 |
| 第169話 | 銀行員 松田名作                    | 新海岳人 沼田友                    | 第123話 |
| 第170話 | 竜宮少年探偵団                     | 新海岳人 沼田友                    | 第134話 |
| 第171話 | はく公の湖                         | 新海岳人 廣川祐樹                  | 第103話 |
| 第172話 | 生徒会スパイ大作戦                 | 新海岳人 廣川祐樹                  | 第66話 |
| 第173話 | ジャッ君と金の卵                   | 新海岳人 廣川祐樹                  | 第98話 |
| 第174話 | ホームでアローン                   | 新海岳人 廣川祐樹                  | 第106話 |
| 第175話 | はだかのノキオ様                   | 新海岳人 沼田友                    | 第144話 |
| 第176話 | むすび家の結婚式                   | 新海岳人 廣川祐樹                  | 第164話 |
| 第177話 | トイレの花子三姉妹                 | 新海岳人 廣川祐樹                  | 第102話 |
| 第178話 | ドールハウスで遊ぼう               | 新海岳人 廣川祐樹                  | 第128話 |
| 第179話 | 未来からきた僕                     | 新海岳人 廣川祐樹                  | 第137話 |
| 第180話 | 長靴をはいた会長                   | 新海岳人 廣川祐樹                  | 第161話 |
| 第181話 | クイズを解っく                     | 新海岳人 沼田友（協力）            | 第78話 |
| 第182話 | やる気一つを友にして               | 新海岳人 廣川祐樹                  | 第92話 |
| 第183話 | 闇の名作マージャン                 | 新海岳人 沼田友                    | 第150話 |
| 第184話 | 星の王女さま                       | 新海岳人 沼田友                    | 第84話 |
| 第185話 | そして誰も寝なくなった             | 新海岳人 沼田友                    | 第90話 |
| 第186話 | 赤鼻のメイサク                     | 新海岳人 廣川祐樹                  | 第10話 |
| 第187話 | スローモーションをもう一度         | 新海岳人 廣川祐樹                  | 第20話 |
| 第188話 | スウィーツVS書記                   | 新海岳人 廣川祐樹                  | 第2話 |
| 第189話 | 珍生ゲーム                         | 新海岳人 廣川祐樹                  | 第2話 |
| 第190話 | 雨女の婚活                         | 新海岳人                           | 第9話 |
| 第191話 | メイリアン                         | 新海岳人 廣川祐樹                  | 第175話 |
| 第192話 | 外野たちの選挙戦                   | 新海岳人 廣川祐樹                  | 第169話 |
| 第193話 | ファイナルバトル!生徒会選挙!       | 新海岳人 廣川祐樹                  | 第139話 |
| 第6期   |                                    |                                    | |
| 第194話 | 名作系男子が異世界に転生した件     | 新海岳人 廣川祐樹                  | - |
| 第195話 | 赤毛のメイ                         | 新海岳人 廣川祐樹                  | 桃太郎「もう1人家来がほしい」誰を入れた? |
| 第196話 | ドクター鼻男                       | 新海岳人 廣川祐樹                  | 嘘をつくと鼻が伸びるピノキオ。へそを押すと何がどうなる? |
| 第197話 | ホエールで食えーる                 | 新海岳人 沼田友                    | 金太郎が得意とする変な「すもうの決まり手」とは? |
| 第198話 | おむすびころころ                   | 新海岳人 廣川祐樹                  | オオカミが壊すのをあきらめた3匹のこぶたの家ってどんな家? |
| 第199話 | 駄作くんの紙芝居                   | 新海岳人 廣川祐樹                  | さるかに合戦。サルとカニの本当のケンカの原因とは? |
| 第200話 | 特上の友情                         | 新海岳人 廣川祐樹                  | 第12話と同じ |
| 第201話 | ボールトバスターズ                 | 新海岳人 廣川祐樹                  | この王様、はだかだけどかっこいい!なぜ? |
| 第202話 | 竜宮王のスピーチ                   | 新海岳人 廣川祐樹                  | 第60話と同じ |
| 第203話 | 地蔵はこわいぞう                   | 新海岳人 廣川祐樹                  | 途中で居眠りをしたウサギにすら負けたカメ。なぜ負けた? |
| 第204話 | まちがいがさし                     | 新海岳人 沼田友                    | カガミよカガミ、世界で一番美しいのは誰? |
| 第205話 | あっぱれ!名作どの                  | 新海岳人 沼田友                    | 第42話と同じ |
| 第206話 | 赤ずきんごっこ                     | 新海岳人 廣川祐樹                  | 織姫とひこ星。七夕以外の日には何をしてる? |
| 第207話 | 薬草はまずそう?                    | 新海岳人 廣川祐樹                  | 第63話と同じ |
| 第208話 | 人狼はだれ?                        | 新海岳人 沼田友                    | 鬼が島に唯一あるルールとは? |
| 第209話 | 竜宮小の笛吹き男                   | 新海岳人 廣川祐樹                  | 第46話と同じ |
| 第210話 | 自由すぎる研究                     | 新海岳人 廣川祐樹                  | 「〇〇たろうランキング」1位は桃太郎、では42位は? |
| 第211話 | 変宝島                             | 新海岳人 沼田友                    | 第30話・第72話と同じ |
| 第212話 | うた島太郎                         | 新海岳人 廣川祐樹                  | 第16話と同じ |
| 第213話 | 犬でもヤセる!フィットネス          | 新海岳人 沼田友                    | 三年寝太郎がたまらず飛び起きた!なぜ? |
| 第214話 | プリンセスツルコー                 | 新海岳人 廣川祐樹                  | 第55話と同じ |
| 第215話 | はじめまして青い鳥です             | 新海岳人                           | 第52話と同じ |
| 第216話 | 乗り物酔拳                         | 新海岳人 廣川祐樹                  | 第75話と同じ |
| 第217話 | 100万いいねされたねこ              | 新海岳人 廣川祐樹                  | 第3話・第20話と同じ |
| 第218話 | イソップクイズ                     | 新海岳人 廣川祐樹                  | どんぐりころころ♪〇〇〇〇〇♪〇に入ることばは? |
| 第219話 | もしもしボルト、ボルトさん         | 新海岳人 沼田友                    | 北風と太陽はライバル。きょうは何で勝負する? |
| 第220話 | さるもも合戦                       | 新海岳人 廣川祐樹                  | うまく飛べないピーターパン。「きのう〇〇したせいだ…」何してた? |
| 第221話 | おもちゃがワチャワチャ             | 新海岳人 廣川祐樹                  | ある朝起きると巨大な虫になっていた!まず何をする? |
| 第222話 | ツンデレラと会長                   | 新海岳人 沼田友                    | 第4話・第27話と同じ |
| 第223話 | 妖精からの要請                     | 新海岳人 廣川祐樹                  | 第36話と同じ |
| 第224話 | おむすび一万尺                     | 新海岳人 廣川祐樹                  | かちかち山のとなりにある「ぱちぱち山」ってどんな山? |
| 第225話 | ノキオシューティング2              | 新海岳人 廣川祐樹                  | 金太郎って…どんな話だっけ…? |
| 第226話 | クラスメイト言えるかな?            | 新海岳人 廣川祐樹                  | 「絶対のぞかないでください」鶴は部屋で何をしていた? |
| 第227話 | みみながおじさん                   | 新海岳人 廣川祐樹                  | 第17話と同じ |
| 第228話 | つる公旅行記（ウソ）               | 新海岳人 廣川祐樹                  | 最新型玉手箱に追加されたすごい機能とは? |
| 第229話 | 究極魔法スーウヴウヴェニヤー       | 新海岳人 廣川祐樹                  | 桃太郎の家来に聞きました。正直桃太郎のことどう思ってる? |
| 第230話 | さよなら異世界!ラスボス戦!         | 新海岳人 廣川祐樹                  | - |

## 各話リスト（竜宮中編）
| 話数   | サブタイトル                  | 脚本              |
| ------ | ----------------------------- | ----------------- |
| 第1話  | 新1話!新しい名作のはじまりだ! | 新海岳人 廣川祐樹 |
| 第2話  | 中学校はデッド・オア・ダイ    | 新海岳人 廣川祐樹 |
| 第3話  | おばあちゃんといっしょ        | 新海岳人 廣川祐樹 |
| 第4話  | ハマれ俺のメッセージ          | 新海岳人 廣川祐樹 |
| 第5話  | チャレンジ!タテ動画           | 新海岳人 沼田友   |
| 第6話  | 居酒屋らっすぃ〜              | 新海岳人          |
| 第7話  | YouTubeだから歌ってみた       | 新海岳人 廣川祐樹 |
| 第8話  | 素人戦隊ビギナーズラック      | 新海岳人          |
| 第9話  | メイの画像生成                | 新海岳人 廣川祐樹 |
| 第10話 | 風邪                          | 新海岳人 廣川祐樹 |
| 第11話 | ナミ先生とミーコさん          | 新海岳人          |
| 第12話 | ダークサイドは略してダサい    | 新海岳人 廣川祐樹 |
| 第13話 | モモゲー厶                    | 新海岳人          |
| 第14話 | 死ぬほど恥ずかしい最終回      | 新海岳人 廣川祐樹 |

## DVD
| 巻 | パッケージメインキャラ                                                | 発売日        | 収録話            | 規格品番   | 特典映像                                    |
| -- | --------------------------------------------------------------------- | ------------- | ----------------- | ---------- | ------------------------------------------- |
| 1  | 松田名作                                                              | 2017年5月24日 | 第1話 - 第20話    | VPBY-14584 | 名作を好きになったわけ                      |
| 2  | 御尻川スウィーツ                                                      | 2017年6月28日 | 第21話 - 第39話   | VPBY-14585 | あはれ!名作くんNG集                         |
| 3  | 団栗林むすび                                                          | 2018年5月23日 | 第40話 - 第59話   | VPBY-14699 | オーディオコメンタリー「しゃべれ!名作くん」 |
| 4  | ウインドウズノキオ                                                    | 2018年5月23日 | 第60話 - 第78話   | VPBY-14700 | オーディオコメンタリー「しゃべれ!名作くん」 |
| 5  | F・ボルト                                                             | 2019年5月22日 | 第79話 - 第98話   | VPBY-14832 | オーディオコメンタリー「しゃべれ!名作くん」 |
| 6  | 上井つる公                                                            | 2019年5月22日 | 第99話 - 第117話  | VPBY-14833 | あはれ!名作くんイベント2018                 |
| 7  | 獅子王ラッスィー                                                      | 2020年5月27日 | 第118話 - 第137話 | VPBY-14011 | あはれ!名作くんイベント2019                 |
| 8  | 松田メイ                                                              | 2020年5月27日 | 第138話 - 第156話 | VPBY-14012 | あはれ!名作くんイベント2019                 |
| 9  | 春雨知恵熱                                                            | 2021年5月26日 | 第157話 - 第175話 | VPBY-14074 | あはれ!名作くんNG集メインキャラ編           |
| 10 | 松田名作                                                              | 2021年5月26日 | 第176話 - 第193話 | VPBY-14075 | あはれ!名作くんNG集サブキャラ編             |
| 11 | 松田名作 松田メイ                                                     | 2022年5月25日 | 第194話 - 第212話 | VPBY-14138 | あはれ!名作くんNG集                         |
| 12 | 御尻川スウィーツ 団栗林むすび ウインドウズノキオ F・ボルト 上井つる公 | 2022年5月25日 | 第213話 - 第230話 | VPBY-14139 | 竜宮小からの卒業                            |